# Star Wars
Star Wars, conocida también en español como La guerra de las galaxias, es una franquicia de medios de fantasía compuesta primordialmente de una serie de películas concebidas por el cineasta estadounidense George Lucas en la década de 1970, y producidas y distribuidas inicialmente por 20th Century Fox y posteriormente por The Walt Disney Company a partir de 2012. Su trama describe las vivencias de un grupo de personajes que habitan en una galaxia ficticia e interactúan con elementos como «la Fuerza», un campo de energía metafísico y omnipresente que posee un «lado luminoso» impulsado por la sabiduría, la nobleza y la justicia y utilizado por los Jedi, y un «lado oscuro» usado por los Sith y provocado por la ira, el miedo, el odio y la desesperación.
La primera película de la serie, Star Wars: Episodio IV - Una nueva esperanza que fue producida por 20th Century Fox (1977), contó con actores como Mark Hamill, Harrison Ford, Carrie Fisher, Peter Cushing, Alec Guinness, Anthony Daniels, Kenny Baker, Peter Mayhew y David Prowse. Aunque tuvo numerosas dificultades durante la producción, 20th Century Fox se encargó de su distribución y fue estrenada el 25 de mayo de 1977. Se convirtió en un fenómeno de la cultura popular y su influencia ha sido reconocida por numerosos cineastas. Su éxito hizo que Lucas financiara dos secuelas más, Star Wars: Episodio V - El Imperio contraataca (1980) y Star Wars: Episode VI - Retorno del Jedi (1983), que completaron la denominada «trilogía original» y a las que se incorporaron actores como Billy Dee Williams, Frank Oz e Ian McDiarmid.
Casi dos décadas después se estrenó Star Wars: Episodio I - La amenaza fantasma (1999), la primera cinta de una nueva trilogía de precuelas, a la que siguieron Star Wars: Episodio II - El ataque de los clones (2002) y Star Wars: Episodio III - La venganza de los Sith (2005). Esta saga se centra en la historia antes de la primera trilogía. Liam Neeson, Ewan McGregor, Natalie Portman, Hayden Christensen, Samuel L. Jackson y Christopher Lee fueron algunos de los actores que se sumaron al reparto, en el que también participaron algunos actores de la trilogía original. A finales de 2012 Disney adquirió Lucasfilm, productora de las seis películas anteriores, y anunció la realización de una tercera trilogía cinematográfica integrada por Star Wars: Episodio VII - El despertar de la Fuerza (2015), Star Wars: Episodio VIII - Los últimos Jedi (2017) y Star Wars: Episodio IX - El ascenso de Skywalker (2019), en la que nuevamente participó parte del elenco original junto con actores como Daisy Ridley, John Boyega, Oscar Isaac y Adam Driver. El estudio es responsable también de la producción de un par de películas derivadas que abordan elementos del canon y se encargan de retratar el universo extendido de la franquicia como son Rogue One (2016) y Han Solo (2018).
Además del ámbito cinematográfico, la franquicia incluye una amplia variedad de productos tales como novelas, series de televisión, videojuegos, historietas, atracciones de parques temáticos, juegos de rol, de guerra o de miniaturas y juguetes, que componen una parte importante del conocido como «universo expandido» de Star Wars. Cada año la marca genera unos ingresos por la venta de sus productos en todo el mundo que ascienden a más de 24 000 millones USD, lo que la convierte en una de las más exitosas de todos los tiempos, mientras que la recaudación de sus películas la posicionan como una de las series más taquilleras en la historia del cine.

## Argumento

### Sinopsis
La trama descrita en las nueve películas que componen la serie principal de Star Wars relata las vivencias de la familia Skywalker, «hace mucho tiempo en una galaxia muy muy lejana», cuyos integrantes son capaces de percibir y utilizar «La Fuerza», lo cual les permite desarrollar habilidades como la telequinesis, la clarividencia y el control mental, entre otras.

Un par de sables de luz cruzados entre sí; un sable de luz es el arma principal utilizada por los Jedi y sus enemigos, los Sith, y consiste en una empuñadura de metal pulido que lleva un cristal que proyecta una hoja de energía de aproximadamente un metro de longitud.

En la «trilogía de precuelas» se describe el entrenamiento del joven Anakin Skywalker, bajo la guía del maestro Jedi Obi-Wan Kenobi, durante una época de inestabilidad política derivada de una disputa entre la República Galáctica y la Federación de Comercio. El ataque por parte de un ejército de droides motiva al Senado Galáctico a conceder poderes extraordinarios al canciller Palpatine, que mantiene en secreto su identidad como el Sith Darth Sidious con el objetivo de incitar las Guerras Clon, derrocar el sistema republicano y fundar el Imperio Galáctico bajo su mando. Sus planes se ven facilitados cuando descubre que Anakin manifiesta debilidad por el «lado oscuro de la Fuerza», debido a sus sentimientos de ira, miedo y odio, reforzados por el asesinato de su madre, la desconfianza de la orden Jedi en sus capacidades y las visiones de su esposa Padmé muriendo durante el parto. Finalmente, Anakin se convierte en el aprendiz de Sidious, bajo el nombre de Darth Vader, y le ayuda a poner en marcha la Orden 66, una directriz que conduce a la exterminio de los Jedi. Tras un enfrentamiento con Obi-Wan en el que Anakin resulta severamente herido, este último adopta un traje robótico negro gracias al cual puede mantenerse con vida.
La «trilogía original» parte del exilio de los pocos supervivientes del exterminio Jedi y la formación de un grupo de rebeldes que buscan acabar con el dominio del imperio, a la vez que ven amenazados por la construcción de un arma imperial masiva conocida como «Estrella de la Muerte», que posee la capacidad de destruir planetas en poco tiempo. Los mellizos Luke y Leia, que pasaron su infancia en distintos lugares de la galaxia tras la muerte de Padmé, desconocen su parentesco entre sí y con Vader hasta que coinciden en la rebelión, cuando ella consigue los planos robados de la Estrella de la Muerte y los deposita en el interior del droide R2-D2, con la esperanza de que ayuden a identificar la vulnerabilidad del arma imperial. Con la ayuda de Han Solo, Chewbacca, R2-D2 y C-3PO, los Skywalker consiguen destruir la Estrella de la Muerte. Tras ser entrenado por el Jedi Yoda, y asistido por el mismo equipo al que se integra Lando Calrissian, Luke se enfrenta sin éxito a Vader y este le revela que es su padre. Finalmente, en otro encuentro con Sidious y Vader, este último rescata a Luke y sacrifica su vida para acabar con Sidious.
La «trilogía de secuelas» lidia con los acontecimientos derivados del establecimiento de la Primera Orden, una organización que comparte ciertos rasgos de la ideología imperial y que es encabezada por el Líder Supremo Snoke y Kylo Ren —hijo de Solo y Leia—, y en la que se ven involucrados nuevos personajes como Rey, Finn y Poe Dameron, quienes forman parte de la denominada resistencia.

### Cronología
El universo de Star Wars abarca varios períodos históricos ficticios, algunos de los cuales han sido explorados en las distintas producciones cinematográficas y televisivas. Estas eras fueron definidas en 2021 y se perfeccionaron y ampliaron en abril de 2023. A continuación aparecen listadas, en orden cronológico, las distintas eras en las que se desarrollan los sucesos de la franquicia:

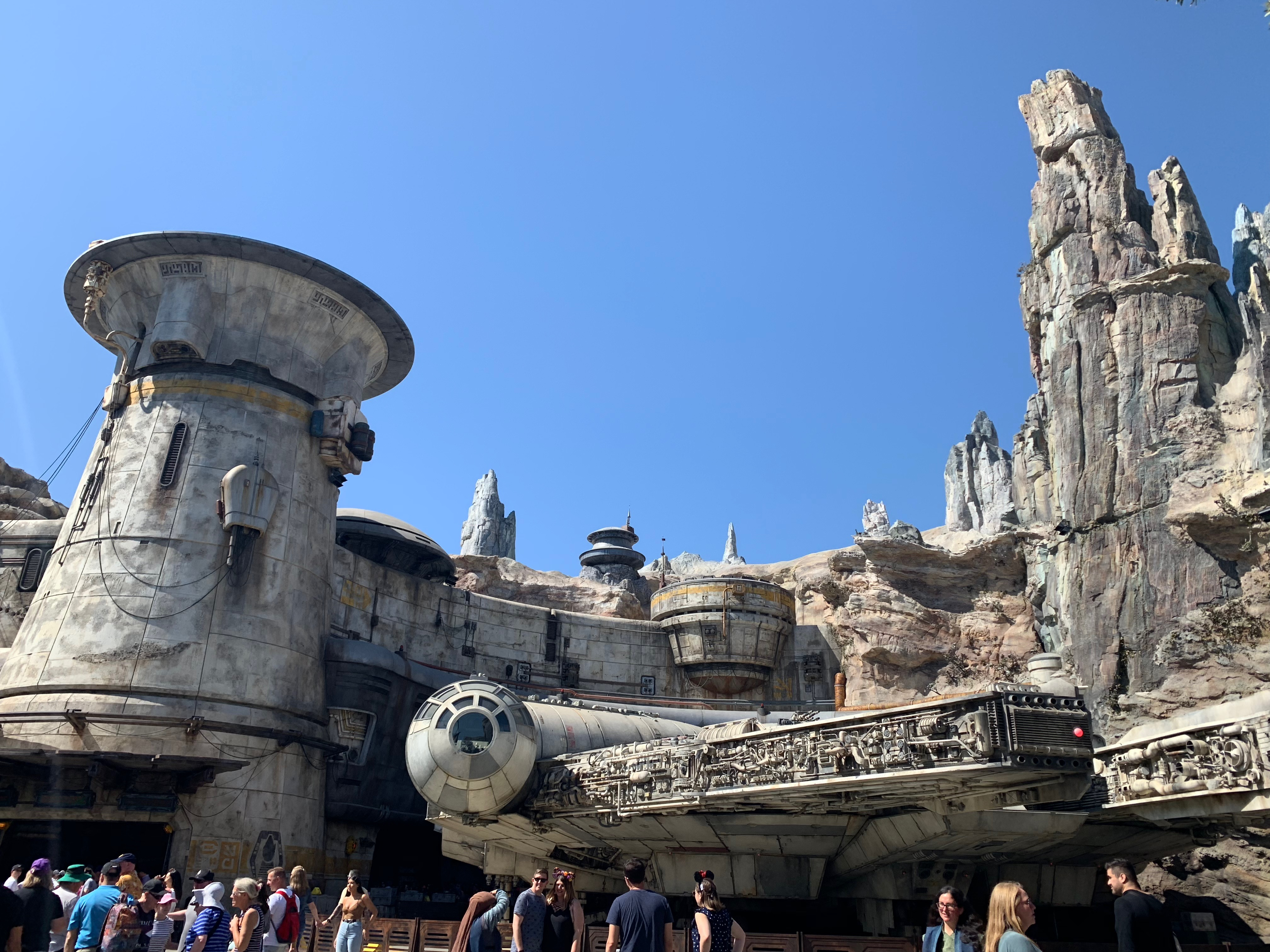
Área temática Star Wars Galaxy's Edge en Disneyland.

- La Alta República (en idioma original, The High Republic): Está ambientada en la República Galáctica, 200 años antes de la trilogía de precuelas. Un par de producciones que cubren este período son la colección literaria Star Wars: The High Republic, la serie animada Young Jedi Adventures y The Acolyte.[15]
- Caída de los Jedi (en idioma original, Fall of the Jedi): Son los sucesos descritos en la trilogía de precuelas y las series The Clone Wars y Tales of the Jedi.[15] El sistema republicano es corrompido por el canciller supremo Palpatine, quien es en secreto el lord Sith Darth Sidius. Es responsable de las Guerras Clon con la confederación separatista, que llega a su final con el exterminio de la orden Jedi y el establecimiento del Imperio Galáctico.[16][17]
- Reinado del Imperio (en idioma original, Reign of the Empire): Etapa inmediata a la trilogía de precuelas que explora la consolidación del sistema imperial. Sus eventos son descritos en The Bad Batch, Han Solo: Una historia de Star Wars, Obi-Wan Kenobi, Star Wars Rebels, Andor y en Rogue One: una historia de Star Wars.[15] También incluye a los videojuegos Jedi: Fallen Order, Jedi: Survivor y Vader Immortal: A Star Wars VR. [18]
- Era de la Rebelión (en idioma original, Age of Rebellion): Son los sucesos descritos en la trilogía original, y describe el enfrentamiento del Imperio con la Alianza Rebelde en una guerra civil que se extiende durante varios años y culmina con la caída del Imperio.[19][20] También se incluyen los videojuegos Star Wars Battlefront II (2017) y Star Wars: Squadrons. [18]
- La Nueva República (en idioma original, The New Republic): Ambientada en los primeros años de la Nueva República y cuyos eventos son explorados en las producciones The Mandalorian, The Book of Boba Fett, Ahsoka y en Skeleton Crew.[15]
- Ascenso de la Primera Orden (en idioma original, Rise of the First Order): Son los sucesos descritos en la trilogía de secuelas y en la serie Star Wars Resistencia, tras el surgimiento de la Primera Orden con los remanentes del extinto Imperio.

### Personajes
Además de la raza humana, se describen múltiples tipos de especies extraterrestres procedentes de los numerosos planetas y satélites que forman dicha galaxia y que pertenecen a la alianza de planetas de la República Galáctica.

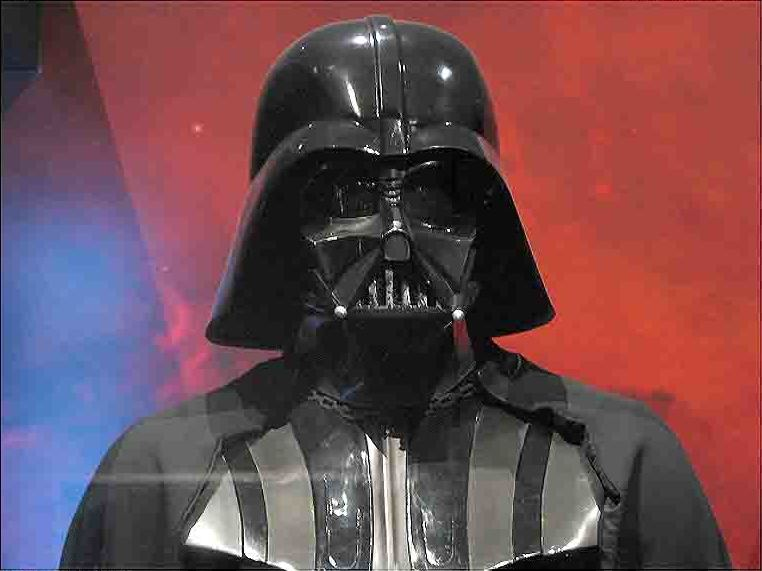
Darth Vader.

Existen dos grupos de humanos que son sensibles a la Fuerza pero que poseen ideologías diferentes entre sí: los Jedi y los Sith. La estructura jerárquica de la orden Jedi incluye a los maestros, como Obi-Wan Kenobi, Luke Skywalker y Yoda; sus aprendices o también conocidos como padawan; los iniciados o younglings que suelen ser menores de edad; y los caballeros, cuyo estatus progresa al de un maestro una vez que concluyen el entrenamiento de su respectivo aprendiz. Además de los anteriores, existen otros tipos de Jedi que persiguen fines específicos: por ejemplo, los guardianes, los centinelas y los consulares. Los Sith poseen una estructura similar, en la que un maestro puede tener aprendices bajo su tutela, aunque también incluyen a otros miembros como los Jedi oscuros y los Inquisidores. Los primeros comprenden aquellos que «contravienen el código Jedi», mientras que los Inquisidores constituyen «una organización de agentes sensibles a la Fuerza que trabajaban para el Imperio». Algunos ejemplos de Sith, Jedi oscuros e Inquisidores son Darth Sidious y Darth Vader, Asajj Ventress, y el Gran Inquisidor, respectivamente. A su vez, entre los funcionarios imperiales se pueden mencionar Orson Krennic, Wilhuff Tarkin y Moff Gideon.
Otros grupos de humanos son los mandalorianos, cuyo principal rasgo es el uso de cascos y armaduras fabricados con acero beskar, y entre los cuales se incluyen Din Djarin y Boba Fett; los clone trooper al servicio de la república como es el caso del Capitán Rex y que en su mayoría pasaron a ser stormtrooper tras el establecimiento del imperio galáctico; y los rebeldes e integrantes de la Resistencia que se oponen al dominio imperial como Lando Calrissian y Cassian Andor, y Poe Dameron y Finn, entre otros.
Otros personajes recurrentes son los robots y los androides, creados generalmente para servir a un propósito concreto, por lo que figuran así droides astromecánicos, médicos, de protocolo y de combate, entre otros. Algunas otras especies de criaturas de Star Wars son los Chiss, caracterizados por su piel azul y ojos rojos como Thrawn; los Ewok, una comunidad de guerreros peludos y de baja estatura que habitan en la Luna de Endor; los Gungan que poseen una apariencia de anfibios como Jar Jar Binks; los Hutt de aspecto grotesco y voluminoso, entre los cuales se encuentra Jabba; los Kaleesh como Grievous que presentan rasgos tanto humanoides como de anfibios; y los Wookiee provenientes de Kashyyyk, con características similares a los Ewok pero más altos. Chewbacca pertenece a esta última raza.

### Escenarios

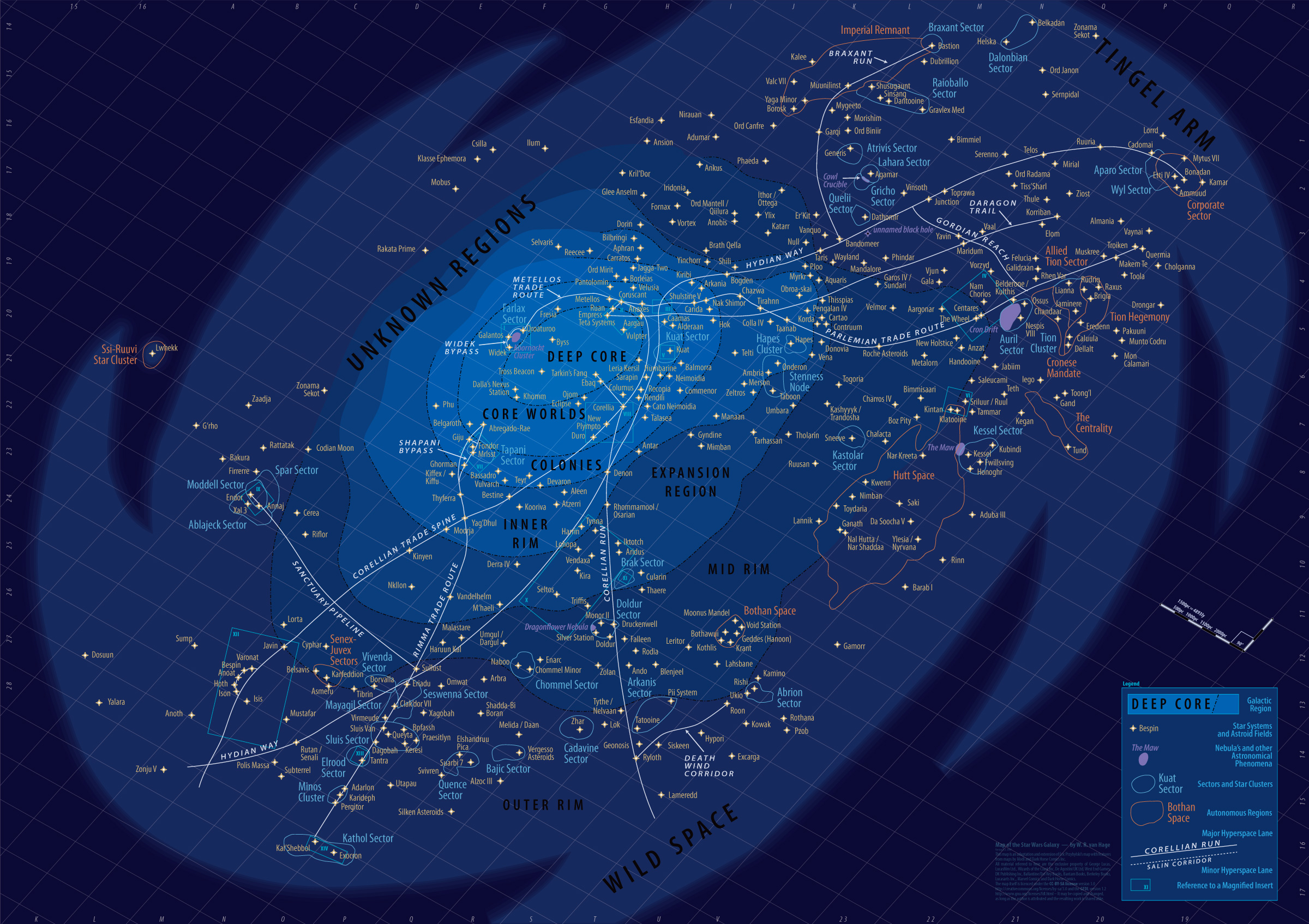
Mapa de la galaxia ficticia donde tiene lugar la saga de Star Wars.

La galaxia ficticia en la que tienen lugar los acontecimientos de Star Wars está formada por varias regiones, que a su vez se subdividen en sectores y sistemas, con numerosos planetas y satélites como Bespin, Dagobah, Utapau o Yavin, y entre los que destacan principalmente:
- Coruscant: Capital de la República Galáctica y del posterior imperio. Se encuentra situado en el centro de la galaxia y es uno de sus planetas más poblados, hasta el punto que casi todo él es una gran ciudad muy industrializada. Allí se encuentran el Senado Galáctico y el Templo Jedi, sede de la orden y donde se reúne su consejo.[28]
- Endor: Una luna montañosa caracterizada por sus grandes bosques y situada en el sistema homónimo. Sus habitantes más conocidos son los ewoks, unos seres de pequeño tamaño cuya forma corporal se asemeja a la de los osos.[29]
- Geonosis: de aspecto rocoso y árido. Sus principales pobladores, los geonosianos, tienen rasgos insectoides y sus construcciones son similares a los nidos de termitas.[30]
- Hoth: Un inhóspito planeta helado cuya temperatura se mantiene durante todo el día por debajo de cero grados centígrados. Entre su fauna autóctona se encuentran el depredador wampa y el tauntaun.[31]
- Jakku: Un planeta desértico habitado por ladrones, forajidos y refugiados que sirvió anteriormente como base secreta de investigación imperial.[32]
- Kamino: Azotado por fuertes lluvias, es un planeta acuático cuyos habitantes dominan la tecnología de la clonación.[33]
- Kashyyyk: Un planeta selvático. Está poblado por los wookiees, quienes viven en ciudades construidas sobre los grandes árboles del planeta y que se caracterizan por la gran cantidad de vello que cubre su cuerpo y por su altura, alcanzando en su forma adulta más de dos metros.[34]
- Naboo: Con capital en Theed,[35] es un pacífico planeta colonizado por los humanos y colmado de verdes praderas y colinas.[36] Sus habitantes nativos son conocidos como gungan, tienen forma de anfibio y su mayor ciudad, Otoh Gunga, se encuentra sumergida bajo el lago Paonga.[37] Lugar de nacimiento y gobierno de Amidala Padmé, esposa de Anakin Skywalker.
- Tatooine: Un planeta desértico iluminado por dos estrellas y con un duro clima. Poblado escasamente, la mayoría de sus habitantes trabajan en granjas de humedad, donde emplean vaporizadores con el fin de obtener agua para su propio consumo y venta. Está bajo el control de los hutts y es un lugar de tránsito para piratas, cazarrecompensas y traficantes.[38] Entre sus pobladores autóctonos se encuentran los jawas, unos pequeños vendedores de chatarra que se cubren por completo con una túnica,[39] y los incursores tusken o moradores de las arenas, una agresiva raza muy territorial y xenófoba que rechaza la convivencia con cualquier otra en el planeta.[40] Lugar de nacimiento de Anakin Skywalker.

### Temáticas
Los acontecimientos tienen lugar en una galaxia ficticia de nombre desconocido y en un tiempo no especificado —solo se dice que fue «hace mucho tiempo, en una galaxia muy, muy lejana»—.
Los viajes espaciales son comunes y la mayoría de los planetas que aparecen en la saga están afiliados a la República Galáctica, la unión democrática que rige la galaxia y cuyo gobierno, presidido por un canciller supremo, está formado por representantes de toda ella, elegidos o designados y agrupados en el llamado Senado Galáctico, ubicado en el planeta Coruscant. En oposición a la República se encuentra la Confederación de Sistemas Independientes (Separatistas), siendo el enfrentamiento de ambas uno de los temas más importantes en la trama de las tres primeras películas de Star Wars.
Uno de los elementos principales en la saga es «la Fuerza», un campo de energía metafísico y omnipresente creado por las cosas que existen, que impregna el universo y todo lo que hay en él. La Orden Jedi es una organización de caballeros unidos por su creencia y percepción de la Fuerza, que luchan por la paz y la justicia en la República Galáctica. Se entrenan en el uso del sable de luz o espada láser (un arma similar a una espada tradicional salvo por el hecho que su hoja es un haz de energía).
Los Jedi son capaces de manejar la Fuerza y lograr así habilidades como la telequinesis, la clarividencia, el control mental o una amplificación de los reflejos, la velocidad y otras capacidades físicas mentales. No obstante y aunque dicho grupo la utiliza con fines positivos, la Fuerza tiene un lado oscuro provocado por la ira, el miedo y el odio. Este lado es usado por los Sith para exterminar a los Jedi y tomar el control de la galaxia. La Primera Orden es una organización que juega un rol antagónico importante en la trilogía producida por Disney, cuyos rasgos y funcionamiento están alineados con los del Imperio Galáctico, en contraposición a la Nueva República y los integrantes de la Resistencia. Otros temas abordados por Star Wars, y que inclusive están presentes en su tema musical principal, son la emoción, el heroísmo, la aventura y la victoria.

## Influencias
George Lucas admitió haberse inspirado en varios de sus géneros literarios y cinematográficos favoritos para Star Wars, tales como el western y los seriales de cine, específicamente Flash Gordon y las películas La fortaleza escondida y Los siete samuráis, ambas de Akira Kurosawa:

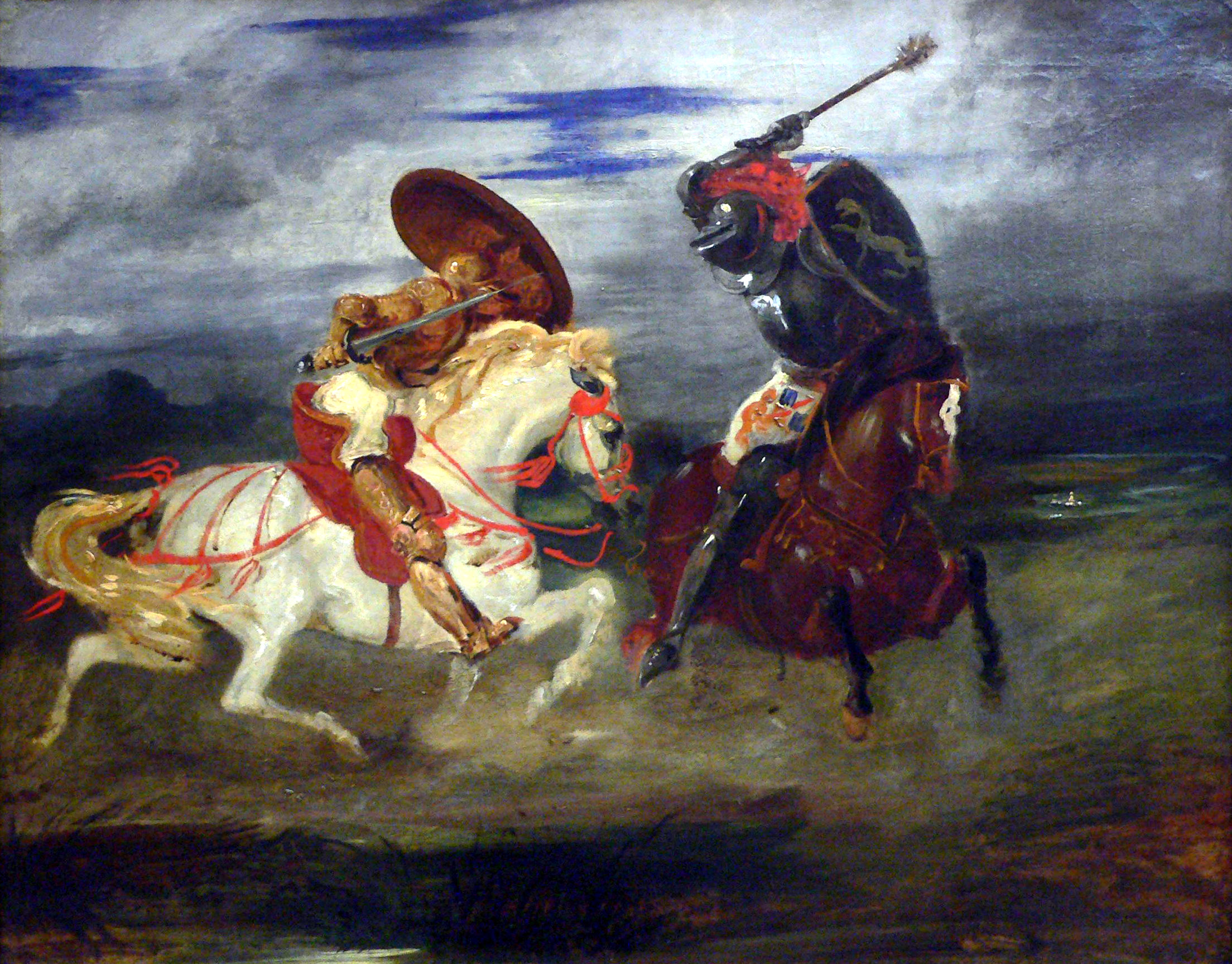
Conceptos como la caballería medieval y la sociedad feudal sirvieron de inspiración para crear a varios personajes y conceptos de Star Wars.

- Confirmó que las temáticas de la caballería medieval y los caballeros, así como la figura del paladín y demás miembros de la sociedad feudal inspiraron a varios personajes y conceptos de la primera película. Asimismo la obra El héroe de las mil caras, del escritor Joseph Campbell influyó de manera importante en la serie.[47][48][49]
- Una nueva esperanza está inspirada mayoritariamente en los filmes de Kurosawa. La similitud más evidente es la de los campesinos y los droides C-3PO y R2-D2, pues la película es vista desde la perspectiva de dichos personajes. Otras fuentes fílmicas de inspiración fueron The Searchers y Lawrence de Arabia.[47]
- La escena de la batalla final en Una nueva esperanza se basa en los combates aéreos de la Segunda Guerra Mundial, los cuales pueden apreciarse en las películas de guerra de los años 1950 y 1960.[47]
- El personaje de Jabba el Hutt estaba basado originalmente en el aspecto físico de Sydney Greenstreet, tal y como aparece este en Casablanca.[50]
- En La venganza de los Sith, la escena de la batalla ambientada en Kashyyyk es un tributo a las escenas iniciales de Saving Private Ryan y Touch of Evil.[51]
- Las grandes batallas entre los buques y las maniobras de flanqueo evocan a películas del género de la piratería.[52]
- La escena de Anakin Skywalker aceptando ser el aprendiz de Palpatine para salvar a la persona que más ama es una metáfora de Fausto.[52]
- Considerado un apasionado del cine épico e histórico, Lucas realizó la escena de los podracers inspirándose en el famoso segmento de cuadrigas de Ben-Hur.[47]
- Para la escena del traslado en falanges de las tropas robóticas de la Federación de comercio se inspiraron en Espartaco.[47]
- Para el segmento final de Una nueva esperanza, en donde el protagonista es recompensado con una medalla al valor, se inspiraron en Los tres mosqueteros.[47]

## Películas

### Saga Skywalker
| Película                                            | Fecha de estreno (en EE. UU) | Director          | Guionista(s)                                   | Responsable de la historia                                     | Productor(s)                                     | Refs              |
| Trilogía original                                   | Trilogía original            | Trilogía original | Trilogía original                              | Trilogía original                                              | Trilogía original                                | Trilogía original |
| --------------------------------------------------- | ---------------------------- | ----------------- | ---------------------------------------------- | -------------------------------------------------------------- | ------------------------------------------------ | ----------------- |
| Star Wars: Episodio IV - Una nueva esperanza        | 25 de mayo de 1977           | George Lucas      | George Lucas                                   | George Lucas                                                   | Gary Kurtz                                       | [ 53 ] [ 54 ]     |
| Star Wars: Episodio V - El Imperio contraataca      | 21 de mayo de 1980           | Irvin Kershner    | Leigh Brackett & Lawrence Kasdan               | George Lucas                                                   | Gary Kurtz                                       | [ 55 ] [ 56 ]     |
| Star Wars: Episodio VI - El retorno del Jedi        | 25 de mayo de 1983           | Richard Marquand  | Lawrence Kasdan & George Lucas                 | George Lucas                                                   | Howard Kazanjian                                 | [ 57 ] [ 58 ]     |
| Trilogía de precuelas                               |                              |                   |                                                |                                                                |                                                  |                   |
| Star Wars: Episodio I - La amenaza fantasma         | 19 de mayo de 1999           | George Lucas      | George Lucas                                   | George Lucas                                                   | Rick McCallum                                    | [ 59 ]            |
| Star Wars: Episodio II - El ataque de los clones    | 16 de mayo de 2002           | George Lucas      | George Lucas & Jonathan Hales                  | George Lucas                                                   | Rick McCallum                                    | [ 60 ] [ 61 ]     |
| Star Wars: Episodio III - La venganza de los Sith   | 19 de mayo de 2005           | George Lucas      | George Lucas                                   | George Lucas                                                   | Rick McCallum                                    | [ 62 ] [ 63 ]     |
| Trilogía de secuelas                                |                              |                   |                                                |                                                                |                                                  |                   |
| Star Wars: Episodio VII - El despertar de la Fuerza | 18 de diciembre de 2015      | J. J. Abrams      | J. J. Abrams & Lawrence Kasdan y Michael Arndt | J. J. Abrams & Lawrence Kasdan y Michael Arndt                 | Kathleen Kennedy, J. J. Abrams and Bryan Burk    | [ 57 ] [ 64 ]     |
| Star Wars: Episodio VIII - Los últimos Jedi         | 15 de diciembre de 2017      | Rian Johnson      | Rian Johnson                                   | Rian Johnson                                                   | Kathleen Kennedy y Ram Bergman                   | [ 65 ] [ 66 ]     |
| Star Wars: Episodio IX - El ascenso de Skywalker    | 20 de diciembre de 2019      | J. J. Abrams      | Chris Terrio & J. J. Abrams                    | Derek Connolly & Colin Trevorrow y Chris Terrio & J. J. Abrams | Kathleen Kennedy, J. J. Abrams y Michelle Rejwan | [ 67 ] [ 68 ]     |

### Antologías
| Película                             | Fecha de estreno (en EE. UU) | Director       | Guionista(s)                      | Responsable de la historia        | Productor(s)                                       | Refs   |
| ------------------------------------ | ---------------------------- | -------------- | --------------------------------- | --------------------------------- | -------------------------------------------------- | ------ |
| Rogue One: una historia de Star Wars | 16 de diciembre de 2016      | Gareth Edwards | Chris Weitz & Tony Gilroy         | John Knoll & Gary Whitta          | Kathleen Kennedy, Allison Shearmur y Simon Emanuel | [ 69 ] |
| Han Solo: una historia de Star Wars  | 25 de mayo de 2018           | Ron Howard     | Jonathan Kasdan & Lawrence Kasdan | Jonathan Kasdan & Lawrence Kasdan | Kathleen Kennedy, Allison Shearmur y Simon Emanuel | [ 70 ] |

### Películas futuras
| Película                                     | Fecha de estreno (en EE. UU) | Director              | Guionista(s)                 | Responsable de la historia   | Productor(s)                                | Estado        | Refs          |
| -------------------------------------------- | ---------------------------- | --------------------- | ---------------------------- | ---------------------------- | ------------------------------------------- | ------------- | ------------- |
| The Mandalorian & Grogu                      | 22 de mayo de 2026           | Jon Favreau           | Jon Favreau & Dave Filoni    | Jon Favreau & Dave Filoni    | Jon Favreau, Dave Filoni & Kathleen Kennedy | En desarrollo | [ 72 ] [ 73 ] |
| Película de Sharmeen Obaid-Chinoy sin título | TBA                          | Sharmeen Obaid-Chinoy | Steven Knight                | Steven Knight                | Kathleen Kennedy                            | En desarrollo | [ 74 ]        |
| Película de Dave Filoni sin título           | TBA                          | Dave Filoni           | Dave Filoni                  | Dave Filoni                  | Jon Favreau, Dave Filoni & Kathleen Kennedy | En desarrollo | [ 74 ]        |
| Película de James Mangold sin título         | TBA                          | James Mangold         | James Mangold & Beau Wilimon | James Mangold & Beau Wilimon | Kathleen Kennedy                            | En desarrollo | [ 74 ]        |
| Trilogia de Simon Kinberg sin titulo         | TBA                          | Simon Kinberg         | Simon Kinberg                | Simon Kinberg                | Kathleen Kennedy                            | En desarrollo |               |
| Pelicula de Shawn Levy sin titulo            | TBA                          | Shawn Levy            | Shawn Levy                   | Shawn Levy                   | Kathleen Kennedy                            | En desarrollo |               |

Lucas dirigió la primera película en imagen real de Star Wars cuyo estreno en los cines de Estados Unidos ocurrió en mayo de 1977. A esta le siguieron El Imperio contraataca (1980) y Return of the Jedi (1983), secuelas dirigidas por Irvin Kershner y Richard Marquand respectivamente, y que aparecen numeradas en su escena de apertura como «Episodio V» y «Episodio VI» aunque originalmente se las promocionó solamente con sus subtítulos. La cinta original de la serie llevaba por título simplemente Star Wars (La guerra de las galaxias), pero más tarde adoptó el subtítulo Episodio IV - Una nueva esperanza, con el fin de diferenciarla de sus secuelas y posteriores precuelas. En 1997, con motivo del vigésimo aniversario del estreno del Episodio IV, Lucas coordinó la remasterización de la trilogía original con efectos generados por computadora para su relanzamiento en cines. Años después volvió a realizar otros cambios para el lanzamiento de las tres primeras películas en formato DVD, por ejemplo, en septiembre de 2004.
Más de dos décadas después del estreno de Una nueva esperanza, el universo de Star Wars continuó con una trilogía de precuelas formada por La amenaza fantasma (1999), El ataque de los clones (2002) y La venganza de los Sith (2005), que explican los acontecimientos previos a la trama de la trilogía original y que fueron dirigidas por Lucas. En 2008 Lucasfilm produjo The Clone Wars, una cinta animada por ordenador y estrenada también en cines, cuya trama se sitúa cronológicamente entre los Episodios II y III. Aunque Lucas tenía la intención de remasterizar en formato 3D la trilogía de precuelas para un nuevo lanzamiento en cines, al final Industrial Light and Magic solo se encargó de convertir el Episodio I a dicho formato, y su estreno ocurrió en febrero de 2012.
Tras la adquisición de Lucasfilm por The Walt Disney Company en octubre de 2012, se anunció la producción de una tercera trilogía formada por los Episodios VII, VIII y IX, estrenados entre 2015 y 2019 y dirigidos por J. J. Abrams y Rian Johnson. De manera intercalada a las fechas de estreno de estos episodios, se produjo otro par de cintas derivadas del canon principal, las cuales llevan el subtítulo de Una historia de Star Wars: Rogue One (2016) y Han Solo (2018).
Desde 2017 Disney ha dejado entrever el desarrollo de futuras películas sobre el universo de Star Wars, cuya trama habría de apartarse de la temática Skywalker que sirvió de hilo conductor de las anteriores trilogías de la serie. En el evento Disney Investor Day de 2020 se confirmaron dos de ellas: Rogue Squadron, dirigida por Patty Jenkins y con un estreno programado para diciembre de 2023, y otra a cargo del cineasta Taika Waititi a partir de un guion escrito por él en colaboración con Krysty Wilson-Cairns. Asimismo, una nueva trilogía escrita y dirigida por Johnson se encuentra en etapa de producción, así como un par de largometrajes por el director J. D. Dillard, y por los productores Kathleen Kennedy y Kevin Feige. Actualmente, los tres últimos proyectos y Rogue Squadron están puestos en pausa.
En abril de 2023, durante la Star Wars Celebration, se anunciaron tres nuevas películas con historias que abarcan diferentes épocas dentro de la franquicia. James Mangold escribirá y dirigirá una entrega titulada Dawn of the Jedi, que tendrá lugar antes de The Phantom Menace y explorará a los primeros Jedi. Dave Filoni dirigirá una película sin título, descrita como una película de eventos que culmina las diversas series de televisión en Disney+ y servirá como el final de The Mandolorian. Sharmeen Obaid-Chinoy dirigirá una tercera película, actualmente sin título pero ambientada en una época que el estudio denominó como la "Nueva Orden Jedi". Steven Knight escribe el guion, inicialmente desarrollado por Damon Linderof, que tendrá lugar quince años después de The Rise of Skywalker, y explora las experiencias de Rey como una nueva Maestra Jedi que restablece la Orden Jedi. Daisy Ridley regresara a interpretar al personaje.

#### Trilogía original
En 1971 Universal Studios aprobó la producción de dos largometrajes, American Graffiti y Star Wars, como parte de un contrato que hizo con George Lucas. El rodaje de American Graffiti finalizó en 1973 y, pocos meses después, Lucas escribió un boceto al que tituló «The Journal of the Whills» y en el que relataba el entrenamiento del aprendiz C. J. Thorpe como comando espacial «Jedi-Bendu» a manos del legendario Mace Windu. Al pensar que esta historia sería demasiado difícil de comprender, redactó un tratamiento de trece páginas al que llamó «The Star Wars» y que consistía en una especie de remake de la película La fortaleza escondida, dirigida por Akira Kurosawa. Para 1974 ya había extendido dicho tratamiento a un guion en el que incorporaba elementos como los Sith, la Estrella de la Muerte y un joven llamado Annikin Starkiller como personaje central. La segunda versión fue muy simplificada e introdujo al joven héroe, llamado ahora Luke, en una granja; además, convirtió a Anakin en el padre del protagonista y en un sabio caballero Jedi, e incorporó la Fuerza como un poder sobrenatural. En la siguiente versión, Lucas eliminó al personaje paterno y lo reemplazó por un sustituto llamado Ben Kenobi. Una cuarta versión fue terminada en 1976, siendo la definitiva para comenzar la etapa de rodaje. Al principio, el filme llevaba por título Adventures of Luke Starkiller, as taken from the Journal of the Whills, Saga I: The Star Wars. Durante la producción, Lucas cambió el apellido de Luke a Skywalker, simplificando asimismo el título a Star Wars.
Hasta ese punto, Lucas no tenía en mente realizar una serie de cintas sobre Star Wars. De hecho, el guion definitivo pasó por cambios que lo volvieron más concluyente y sustancial al mismo tiempo, concluyendo precisamente con la aniquilación del Imperio a partir de la destrucción de la Estrella de la Muerte, Sin embargo, poco antes Lucas determinó que sería la primera entrega en una serie de aventuras, confirmando a la vez que Star Wars no habría de ser la primera en la cronología, sino la inaugural de una segunda trilogía en la saga completa. Lo anterior se menciona de forma explícita en el prólogo de la reedición de la novela de Alan Dean Foster El ojo de la mente, reedición de 1994:

No mucho tiempo después de que comenzara a escribir Star Wars, concluí que la historia daba para más de lo que una simple película podía dar cabida. Mientras completaba la saga de los Skywalker y los caballeros Jedi, empecé a visualizarlo como un relato que tomaría lugar en, por lo menos, nueve películas —tres trilogías— y decidí continuar justo entre los hechos precedentes y los sucesivos, partiendo entonces con la historia intermedia.
George Lucas

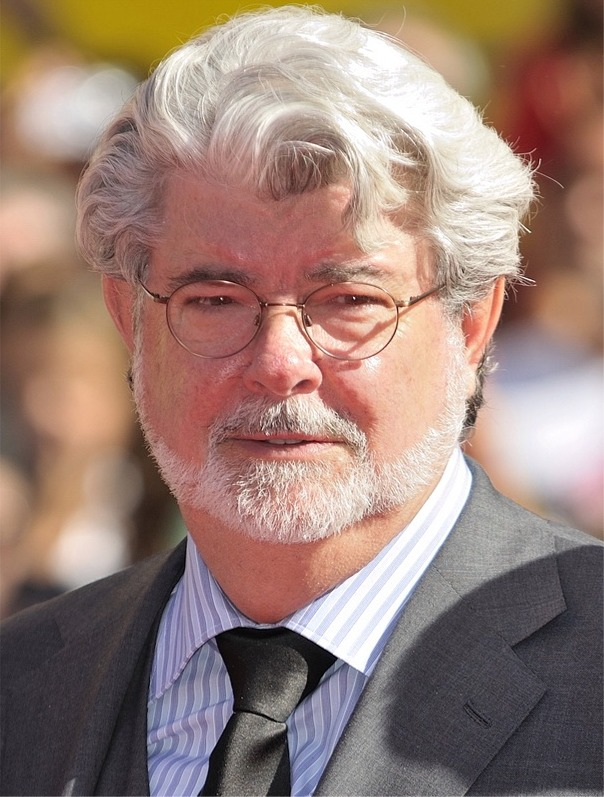
George Lucas, creador de Star Wars

El segundo borrador contenía el adelanto de una continuación inédita: La Princesa de Ondos. Para cuando concluyó la redacción del tercer escrito, meses después Lucas negoció un contrato para obtener los derechos correspondientes para la realización de dos secuelas más. Más o menos en ese mismo período, se encontró con el escritor Alan Dean Foster, a quien contrató para adaptar dichas secuelas a manera de novelas. La intención de todo ello era que si Star Wars resultaba exitosa, el director podría adaptar esas novelas en guiones. Asimismo, poco después desarrolló un esquema general de toda la historia de la saga para apoyarse durante el proceso de redacción de cada secuela.
Una vez que Star Wars alcanzó el éxito tanto en recaudaciones como en críticas, Lucas decidió usar el filme como base para un serial más elaborado, sin embargo, en algún momento optó por rechazar dicho proyecto. A pesar de lo anterior, ciertamente su idea era instituir un centro independiente de filmación —hoy en día, el Rancho Skywalker—. Para ello, vio en la serie una manera viable de financiación. Por otra parte, Foster ya había empezado a escribir la primera novela a manera de continuación de Star Wars, así que Lucas optó por adaptar la obra de Foster en ese mismo instante; el libro fue publicado al año siguiente bajo el título Splinter of the Mind's Eye. Al principio, el cineasta no veía una serie con un determinado número de filmes, sino que la concebía simplemente como una franquicia tipo James Bond. En una entrevista concedida a Rolling Stone en agosto de 1977, mencionó que su intención era que cada uno de sus amigos dirigiera una película a la vez, con tal de ofrecer su propio estilo a la serie. Asimismo, dijo que las escenas donde Darth Vader se convierte al lado oscuro, mata al padre de Luke y pelea con Ben Kenobi en un volcán mientras la República cae bajo el dominio imperial, eran buenas ideas para realizar la secuela.
Brackett terminó su primer borrador a principios de 1978; Lucas dijo luego que se sentía decepcionado del escrito, aunque antes de que pudiera discutirlo con la guionista, ella murió de cáncer. Sin otro escritor disponible en esos momentos, el cineasta tuvo que escribir el siguiente borrador por cuenta propia. De hecho, fue en este donde utilizó por primera vez el término «Episodio» para enumerar cada una de sus cintas; así, en ese entonces, designó a El Imperio contraataca como Episodio II. Al respecto, Michael Kaminski, en The Secret History of Star Wars, menciona que la desilusión en torno al guion de Brackett, pudo haber sido la causa de que Lucas tomara un rumbo distinto en cuanto a la historia. Así, hizo uso de un nuevo giro argumental: Darth Vader revela que es el padre de Luke. Según el propio George Lucas, haber escrito ese borrador fue una experiencia agradable, en comparación al año pasado, el cual fue problemático en cuanto a la redacción de la primera parte. Poco después, redactó un par adicional de escritos, ambos terminados para abril de 1978. Asimismo, dio un toque más oscuro a la historia, al incorporar la escena donde Han Solo queda aprisionado en carbonita, dejando su vida a la suerte. Con esta nueva orientación, Lucas decidió que la serie pasaría a ser una trilogía, cambiando en el siguiente borrador a El Imperio contraataca de «Episodio II» a «Episodio V». Lawrence Kasdan, quien acababa de terminar el guion de Raiders of the Lost Ark, fue contratado para escribir los siguientes bocetos, obteniendo incluso más detalles de la historia a partir del director Irvin Kershner. Kasdan, Kershner y el productor Gary Kurtz concibieron a esta parte en particular como más seria y adulta, siendo ayudada en gran parte por la nueva historia más oscura que, prácticamente, redefinió los orígenes con los que había surgido la primera película.
Para el momento en que empezó a escribir el «Episodio VI» en 1981 (en ese entonces, conocido como La venganza de los Jedi), muchas cosas habían cambiado. La producción de El Imperio contraataca se tornó estresante y costosa, pasando Lucas por momentos muy delicados en su vida personal. Desanimado por esta situación, decidió que no haría más películas de Star Wars, mencionando incluso públicamente que la serie había concluido en una entrevista ofrecida a la revista Time en mayo de 1983. Los primeros guiones de Lucas para este nuevo episodio, que se remontan a 1981, muestran a un Darth Vader compitiendo con el emperador por la posesión de Luke. En el segundo guion, consistente en una versión mejorada del original, Vader se convierte en un personaje simpático. Kasdan fue contratado nuevamente para encargarse del libreto final, siendo el responsable de que el villano principal se redima y quede desenmascarado en las últimas escenas. Adicionalmente, este cambio en el personaje habría de proporcionar un precedente para la historia trágica de Darth Vader, la cual se convertiría en el eje argumental de las precuelas de Star Wars, producidas décadas después.

#### Trilogía de precuelas
Después de perder gran parte de su fortuna en un acuerdo de divorcio en 1987, Lucas no tenía intenciones de continuar Star Wars, por lo que de manera no oficial anunció la cancelación de las tentativas de continuación para cuando se estrenó Return of the Jedi. Sin embargo, la idea de las precuelas, que ya estaban en una fase avanzada de desarrollo, continuaban interesándole. Una vez que Star Wars se volvió nuevamente popular con la publicación de la línea de historietas homónima de Dark House y la trilogía de novelas de Timothy Zahn, comúnmente referida como Heir to Empire o «Trilogía Thrawn», Lucas se percató de que todavía existía una considerable audiencia atenta a la serie de películas. Asimismo, sus hijos ya comenzaban a crecer, y ante la llegada masiva de la tecnología CGI, decidió finalmente regresar a la dirección de Star Wars. De esta forma, para 1993 se anunció en publicaciones como Variety que él se encargaría de realizar las precuelas.
El proceso de redacción de la historia ahora se enfocó en un tono trágico a nivel general, pues se examina la transformación de Anakin Skywalker en un ser cruel y despiadado. Un aspecto importante en todo esto fue la concepción de cómo las precuelas se podían adaptar adecuadamente a las historias de las películas originales; al principio, Lucas supuso que simplemente iría añadiendo detalles al argumento que podrían ser paralelos o tangenciales a los originales. No obstante, poco después consideró que debía comenzar con una larga historia que empezaría con la infancia de Anakin, concluyendo con su trágica muerte. De hecho, este fue el paso definitivo para, por fin, convertir a Star Wars en una serie, más allá de una sola trilogía.
En 1994, Lucas comenzó a escribir el primer guion titulado Episodio I: El comienzo. Tras el debut en cines de dicha película, anunció que consideraría si sería el responsable de dirigir también la segunda parte, en la cual ya había comenzado incluso a trabajar. El borrador original del Episodio II estuvo terminado tan solo semanas antes de que comenzara el rodaje de Attack of the Clones. Para revisar el escrito, Lucas contrató a Jonathan Hales, quien previamente había colaborado con él en la serie de televisión Las aventuras del joven Indiana Jones. Debido a que para entonces todavía no había pensado en el subtítulo oficial de la película, a manera de broma Lucas lo llamó «La gran aventura de Jar Jar». Cabe señalar que el concepto de El ataque de los clones surgió cuando Lucas se hallaba escribiendo el guion de El Imperio contraataca. En un inicio, el personaje de Lando Calrissian era un clon que provenía de un planeta habitado solamente por clones, lo cual originó la «Guerra de los Clones» mencionada brevemente por Obi-Wan en Una nueva esperanza; a partir de esto, Lucas desarrolló una estructura alternativa en torno a un ejército de milicia clon proveniente de un planeta distante, el cual atacó a la República pero fue exitosamente vencido por los caballeros Jedi. Así, los elementos básicos de la trama original se convirtieron en el eje del Episodio II, con la nueva adición de que todo el acontecimiento relatado había sido enteramente manipulado por el propio Palpatine.
Lucas empezó a trabajar en el Episodio III incluso antes de que se estrenara El ataque de los clones; en el proceso, les mencionó a los guionistas auxiliares que el filme abriría con un montaje de siete batallas acontecidas en las Guerras de los Clones. A pesar de ello, mientras realizaba una revisión al libreto, realizó varios cambios de estructuración de la historia. Kaminski, en The Secret History of Star Wars, ofrece evidencia de que los problemas en torno a la caída de Anakin al lado oscuro hicieron que Lucas realizara numerosas modificaciones al argumento, primero rehaciendo el montaje de la escena inicial para que Palpatine apareciera como secuestrado, y Dooku siendo asesinado por Anakin en el siguiente segmento. Tras concluir el rodaje en 2003, Lucas realizó todavía más cambios al personaje de Anakin, reescribiendo la escena de su conversión al lado oscuro; con los nuevos cambios, el héroe, antes de elegir el lado oscuro, intentaría salvar, sin éxito, a Padme de la muerte. Al no poder lograrlo, decide convertirse para tratar de salvarla con los poderes de un sith. Anteriormente, Anakin se volvía al lado oscuro simplemente ante la suposición de que los Jedi se estaban volviendo malos, y por ende querían apoderarse de la República. Esta modificación se hizo justo en el proceso de edición del material grabado, así como en la etapa de grabación de nuevas escenas adicionales en 2004.
En declaraciones recientes, Lucas ha exagerado en cuanto a la cantidad de material que escribió en un inicio sobre Star Wars; como se ha mencionado anteriormente, gran parte de los escritos surgieron a partir de 1978, justo cuando la serie comenzaba a volverse cada vez más popular. Kaminski explicó que dichas exageraciones consistían realmente en una medida tanto publicitaria como de seguridad; según él, desde que la historia de Star Wars cambió radicalmente con el paso de los años, siempre fue la intención de su creador que la historia original cambiara de forma retroactiva, pues el público solamente habría de mirar el material desde la perspectiva de él.

#### Trilogía de secuelas
Tras el éxito de Una nueva esperanza aumentó a la presión sobre Lucas en cuanto a la producción de una secuela inmediata. En 1978, un artículo publicado por la revista Time reveló que la recién creada Star Wars Corp. se encargaría de producir Star Wars II, «y además, contando a las anteriores, otras diez continuaciones tentativas». Una vez que se estrenó El Imperio contraataca, Nicholas Wapshott detalló que «al menos, seis películas más estaban siendo planeadas». Para entonces, este notó que las historias eran diferentes a las de los seriales típicos de Hollywood, puesto que tendrían relatos individuales más allá de seguir un mismo arco argumental: «Star Wars podría ser el primer serial de cintas conformado de historias consecutivas». En 1983, otro artículo de Time confirmó la saga de nueve películas, al igual que otras publicaciones como The Times (en una reseña de Return of the Jedi), The Washington Post siendo el mismo tema referido a finales del siglo XX y comienzos del siglo XXI.
En el libro Icons: Intimate Portraits (1989), escrito por Denise Worrell, se menciona que Lucas tenía para entonces una noción vaga de lo que ocurriría en las tres películas de la trilogía fallida. Ahí mismo, se cita la declaración del cineasta al respecto: «Si la primera trilogía aborda temas sociales y políticos, tratando sobre cómo una sociedad evoluciona, Star Wars es más sobre el crecimiento personal y la autorrealización, mientras que la tercera trilogía lidiaría más con problemas de tipo moral y filosófico. Las continuaciones tratan sobre la comunidad Jedi, la justicia, la confrontación y sobre poner en práctica lo que has aprendido».
En una entrevista con TheForce.net, el productor Gary Kurtz describió una línea argumental para una serie de hasta nueve películas; en ese entonces, declaró que el plan original era que en Return of the Jedi, Han Solo muere, mientras que Leia se convierte en la «Reina» de su pueblo. Incluso Leia no era la hermana de Luke. Kurtz añadió que, bajo este concepto, el Episodio VII se centraba en la vida de Luke como un Jedi, mientras que el Episodio VIII estaría marcado primordialmente por la aparición de la hermana de Luke (otro personaje que no era Leia), para que así el Episodio IX tuviera como antagonista principal al emperador. En una entrevista posterior ofrecida a Film Threat, él dijo que la idea de una tercera trilogía de Star Wars «era muy vaga. Trataba sobre el viaje de Luke para convertirse en una especie de caballero Jedi bajo el entrenamiento de Obi-Wan Kenobi, así como su enfrentamiento final con el emperador. De eso se trataba en sí toda la trama».
Pese a que en 1999 Lucas negó haber considerado una serie de nueve películas para Star Wars, casi una década después comentó que la idea de continuar con los Episodios VII, VIII y IX le parecía «interesante», sin embargo no era «nada realista» en ese entonces. El 30 de octubre de 2012 The Walt Disney Company adquirió Lucasfilm y anunció la producción de una tercera trilogía que comenzaría en 2015 con el Episodio VII de la saga, en la cual Lucas habría de participar como consultor creativo mientras que la productora Kathleen Kennedy quedó a cargo de la presidencia de Lucasfilm así como de la producción ejecutiva de las nuevas películas de Star Wars. Aunque al principio se había anunciado a Michael Arndt como guionista para la séptima entrega de la serie, en octubre de 2013 se reveló que esta labor recaería en Lawrence Kasdan mientras que J. J. Abrams fue contratado como director. Kasdan, junto con Simon Kinberg, estuvieron a cargo también de los libretos de los Episodios VIII y IX, así como de una serie de películas adicionales derivadas de las tres trilogías principales de Star Wars. En marzo de 2015 Lucasfilm anunció que Rian Johnson habría de dirigir el Episodio VIII, mientras que la dirección del Episodio IX corrió a cargo nuevamente de J. J. Abrams.

#### Antología
En febrero de 2013, Iger dio a conocer el desarrollo de un par de películas derivadas del canon principal y que habrían de llevar el subtítulo «Una historia de Star Wars» para diferenciarlas de las trilogías cinematográficas. La primera de ellas, Rogue One, surgió en 2016 a partir de una idea concebida por John Knoll, supervisor de efectos visuales de las precuelas, para la serie Star Wars: Underworld que nunca llegó a concretarse. Su dirección y libreto recayeron en Gareth Edwards y Chris Weitz, respectivamente. El título hace alusión al Rogue Squadron de Una nueva esperanza además de ser la primera cinta de Star Wars que no forma parte de la saga principal. De igual manera describe la personalidad de su coprotagonista Jyn Erso. El filme, cuyo estreno ocurrió en diciembre de 2016 y contó con un reparto conformado por Felicity Jones, Diego Luna, Ben Mendelsohn, Donnie Yen, Mads Mikkelsen, Alan Tudyk, Riz Ahmed, Jiang Wen y Forest Whitaker, se centra en la hazaña de los rebeldes para obtener los planos de la Estrella de la Muerte antes de los sucesos del episodio IV.
La segunda producción de la antología, Han Solo, llegó a los cines en mayo de 2018 y sigue las andanzas del personaje homónimo durante su juventud al lado de Chewbacca y Lando. Cabe mencionar que su desarrollo se remonta a la producción de La venganza de los Sith, ya que se pretendió incluir en esa película una versión infantil de Han Solo que habría de participar en la batalla de Kashyyyk. Años después, Lucas quiso hacer algo similar en la serie Star Wars: Underworld, para mostrar el primer encuentro del cazarrecompensas con Chewbacca y la forma en la que se apropió del Halcón Milenario de manos de Lando. Tras la adquisición de Lucasfilm por Disney en 2012, Jonathan Kasdan se hizo cargo de redactar el guion iniciado previamente por Lawrence Kasdan, a petición del propio Lucas. El elenco estuvo conformado por Alden Ehrenreich, Woody Harrelson, Emilia Clarke, Donald Glover, Thandiwe Newton, Phoebe Waller-Bridge, Joonas Suotamo y Paul Bettany, mientras que Ron Howard se ocupó de la dirección.

## Series de televisión
Varios telefilmes y series de televisión basados en el universo de Star Wars han sido producidos desde el estreno de la primera entrega de la saga en 1977. La cadena CBS estrenó el fin de semana anterior a Acción de Gracias el primer producto derivado o spin-off oficial titulado Star Wars Holiday Special, un especial televisivo dirigido por Steve Binder, escrito por Pat Proft, Leonard Ripps, Bruce Vilanch y Rod Warren, y con un limitado apoyo de George Lucas en la producción. Con una duración de unas dos horas, incluyendo los anuncios publicitarios, se trataba de un programa contenedor en el que los diferentes espectáculos y secuencias están hilvanados por una trama argumental situada unos dos años después de los sucesos acontecidos en Una nueva esperanza. Dicha trama se centra en la visita de Chewbacca y Han Solo al planeta natal del primero, Kashyyyk, para celebrar el «Día de la vida» —Life Day—, una fiesta análoga a la Navidad. En este programa aparecen también Luke Skywalker, C-3PO, R2-D2, Darth Vader y Leia Organa, todos ellos interpretados por los mismos actores que en la trilogía, así como tres miembros de la familia de Chewbacca: su padre Attichitcuk, su esposa Mallatobuck y su hijo Lumpawarrump. El programa no fue bien recibido ni por el público ni por la crítica, y no fue puesta a la venta ninguna copia de forma oficial; el propio Lucas afirmó no estar contento con los resultados obtenidos y a partir de entonces supervisó personalmente el resto de proyectos, interviniendo en el guion o desempeñándose como productor.
El éxito del que gozaron los nuevos personajes introducidos en Return of the Jedi entre los más jóvenes dio lugar a la creación de otras dos películas para televisión, emitidas en Acción de Gracias por la cadena ABC: Caravan of Courage: An Ewok Adventure (1984) y Ewoks: The Battle for Endor (1985), cuyas tramas tienen lugar entre El Imperio contraataca y Return of the Jedi. The Ewok Adventures se centra en el accidente de una familia humana en la luna de Endor y en el rescate que los dos hijos, Cindel y Mace, tienen que llevar a cabo junto a los nativos ewoks tras el secuestro de sus padres a manos de la criatura Gorax. En Ewoks: The Battle for Endor, un ejército de sanyassan y la bruja Charal atacan el poblado ewok, asesinando a Mace y sus padres; Cindel y el ewok Wicket W. Warrick consiguen escapar y se encuentran con el anciano Noa, quien también se estrelló en la luna, y juntos logran rescatar a los ewoks cautivos, vencer a los invasores y reparar una nave dañada para marcharse de Endor. Ambas películas ganaron un premio Primetime Emmy a los mejores efectos visuales, que estuvieron a cargo de Industrial Light and Magic, y una nominación al mejor programa infantil. Dos meses antes de la emisión de Ewoks: The Battle for Endor, en septiembre de 1985, ABC estrenó dos series de animación producidas por Lucasfilm y Nelvana Limited: Star Wars: Droids, con R2-D2 y C-3PO como protagonistas y emitida hasta junio de 1986, y Ewoks, con los ewoks como protagonistas y emitida hasta diciembre de 1986.
Cartoon Network Studios produjo Star Wars: Clone Wars entre 2003 y 2005, una serie de dibujos animados centrada en el período de las Guerras Clon acontecido entre las películas El ataque de los clones y La venganza de los Sith. Con un total de tres temporadas, los veinte primeros episodios tienen una duración aproximada de tres minutos, mientras que los cinco últimos, diseñados para enlazar directamente con La venganza de los Sith, duran entre doce y quince minutos. Tres años después, y tras el estreno en cines de Star Wars: The Clone Wars, Cartoon Network inició la emisión de una serie homóloga que continúa la historia comenzada en el largometraje. La serie fue emitida en la cadena por cinco temporadas, hasta 2012. Tras la adquisición de Lucasfilm por Disney, la producción fue cancelada y se emitió una sexta temporada extra en el canal de pago por visión Netflix. Paralelamente, se dio luz verde a una nueva serie de animación por computadora, Star Wars Rebels, ambientada entre los episodios III y IV y que comenzó a emitirse a partir de 2014 en el canal Disney XD.
A continuación aparecen listadas las series, películas y especiales televisivos de Star Wars:

#### Series
| Serie                           | N.º Temp.       | N.º de Episodios | Fechas de emisión (en EE. UU.) | Fechas de emisión (en EE. UU.) | Plataforma                        |
| Serie                           | N.º Temp.       | N.º de Episodios | Primera emisión                | Última emisión                 | Plataforma                        |
| Series animadas                 | Series animadas | Series animadas  | Series animadas                | Series animadas                | Series animadas                   |
| ------------------------------- | --------------- | ---------------- | ------------------------------ | ------------------------------ | --------------------------------- |
| Star Wars: Droids               | 1               | 14               | 7 de septiembre de 1985        | 7 de junio de 1986             | ABC                               |
| Star Wars: Ewoks                | 2               | 26               | 7 de septiembre de 1985        | 13 de diciembre de 1986        | ABC                               |
| Star Wars: The Clone Wars       | Película        | Película         | 15 de agosto de 2008           | 15 de agosto de 2008           | Estreno en cines                  |
| Star Wars: The Clone Wars       | 7               | 133              | 3 de octubre de 2008           | 4 de mayo de 2020              | Cartoon Network, Netflix, Disney+ |
| Star Wars Rebels                | Cortos          | 4                | 11 de agosto de 2014           | 1 de septiembre de 2014        | Disney XD                         |
| Star Wars Rebels                | 4               | 75               | 3 de octubre de 2014           | 5 de marzo de 2018             | Disney XD                         |
| Star Wars Resistencia           | Cortos          | 12               | 10 de diciembre de 2018        | 31 de diciembre de 2018        | Disney Channel                    |
| Star Wars Resistencia           | 2               | 40               | 7 de octubre de 2018           | 26 de enero de 2020            | Disney Channel                    |
| Star Wars: The Bad Batch        | 3               | 47               | 4 de mayo de 2021              | 1 de mayo de 2024              | Disney+                           |
| Star Wars: Visions              | 2               | 18               | 22 de septiembre de 2021       | Presente                       | Disney+                           |
| Star Wars: Tales                | 2               | 12               | 26 de octubre de 2022          | Presente                       | Disney+                           |
| Young Jedi Adventures           | 1               | 25               | 4 de mayo de 2022              | Presente                       | Disney +, Disney Junior           |
| Miniseries animadas             |                 |                  |                                |                                |                                   |
| Star Wars: Guerras Clon         | 3               | 25               | 7 de noviembre de 2003         | 25 de marzo de 2005            | Cartoon Network                   |
| Star Wars: Blips                | 1               | 8                | 3 de mayo de 2017              | 4 de septiembre de 2017        | Youtube                           |
| Star Wars: Forces of Destiny    | 2               | 32               | 3 de julio de 2017             | 25 de mayo de 2018             | Youtube                           |
| Star Wars: Galaxy of Adventures | 2               | 55               | 30 de noviembre de 2018        | 27 de agosto de 2020           | Youtube                           |
| Star Wars Roll Out              | 1               | 16               | 9 de agosto de 2019            | 1 de abril de 2020             | Youtube                           |
| Series en imagen real           |                 |                  |                                |                                |                                   |
| The Mandalorian                 | 3               | 24               | 12 de noviembre de 2019        | Presente                       | Disney+                           |
| El Libro de Boba Fett           | 1               | 7                | 29 de diciembre de 2021        | 9 de febrero de 2022           | Disney+                           |
| Obi-Wan Kenobi                  | 1               | 6                | 27 de mayo de 2022             | 22 de junio de 2022            | Disney+                           |
| Andor                           | 2               | 24               | 21 de septiembre de 2022       | 13 de mayo de 2025             | Disney+                           |
| Ahsoka                          | 1               | 8                | 23 de agosto de 2023           | Presente                       | Disney+                           |
| The Acolyte                     | 1               | 8                | 4 de junio de 2024             | 16 de julio de 2024            | Disney+                           |
| Skeleton Crew                   | 1               | 8                | 3 de diciembre de 2024         |                                | Disney+                           |
| Programa de concursos           |                 |                  |                                |                                |                                   |
| Jedi Temple Challenge           | 1               | 10               | 10 de junio de 2020            | 5 de agosto de 2020            | StarWarsKids.com                  |

#### Otros programas
| Película                              | Fecha de estreno (en EE. UU) | Director              | Guionista(s)                                                       | Responsable de la historia                                         | Productor(s)                                      | Refs     |
| Especial                              | Especial                     | Especial              | Especial                                                           | Especial                                                           | Especial                                          | Especial |
| ------------------------------------- | ---------------------------- | --------------------- | ------------------------------------------------------------------ | ------------------------------------------------------------------ | ------------------------------------------------- | -------- |
| Star Wars Holiday Special             | 17 de noviembre de 1978      | Steve Binder          | Pat Proft, Leonard Ripps, Bruce Vilanch, Rod Warren y Mitzie Welch | Pat Proft, Leonard Ripps, Bruce Vilanch, Rod Warren y Mitzie Welch | Joe Layton, Jeff Starsh, Ken Welch y Mitzie Welch |          |
| Películas                             |                              |                       |                                                                    |                                                                    |                                                   |          |
| Caravan of Courage: An Ewok Adventure | 25 de noviembre de 1984      | John Korty            | Lucas Guzmán, Chano Godoy y Mandingo Rey.                          | George Lucas                                                       | Thomas G. Smith y Patricia Rose Duignan           |          |
| Ewoks: The Battle for Endor           | 24 de noviembre de 1985      | Jim Wheat y Ken Wheat | Jim Wheat y Ken Wheat                                              | George Lucas                                                       | Thomas G. Smith y Ian Bryce                       |          |

### Novelas e historietas

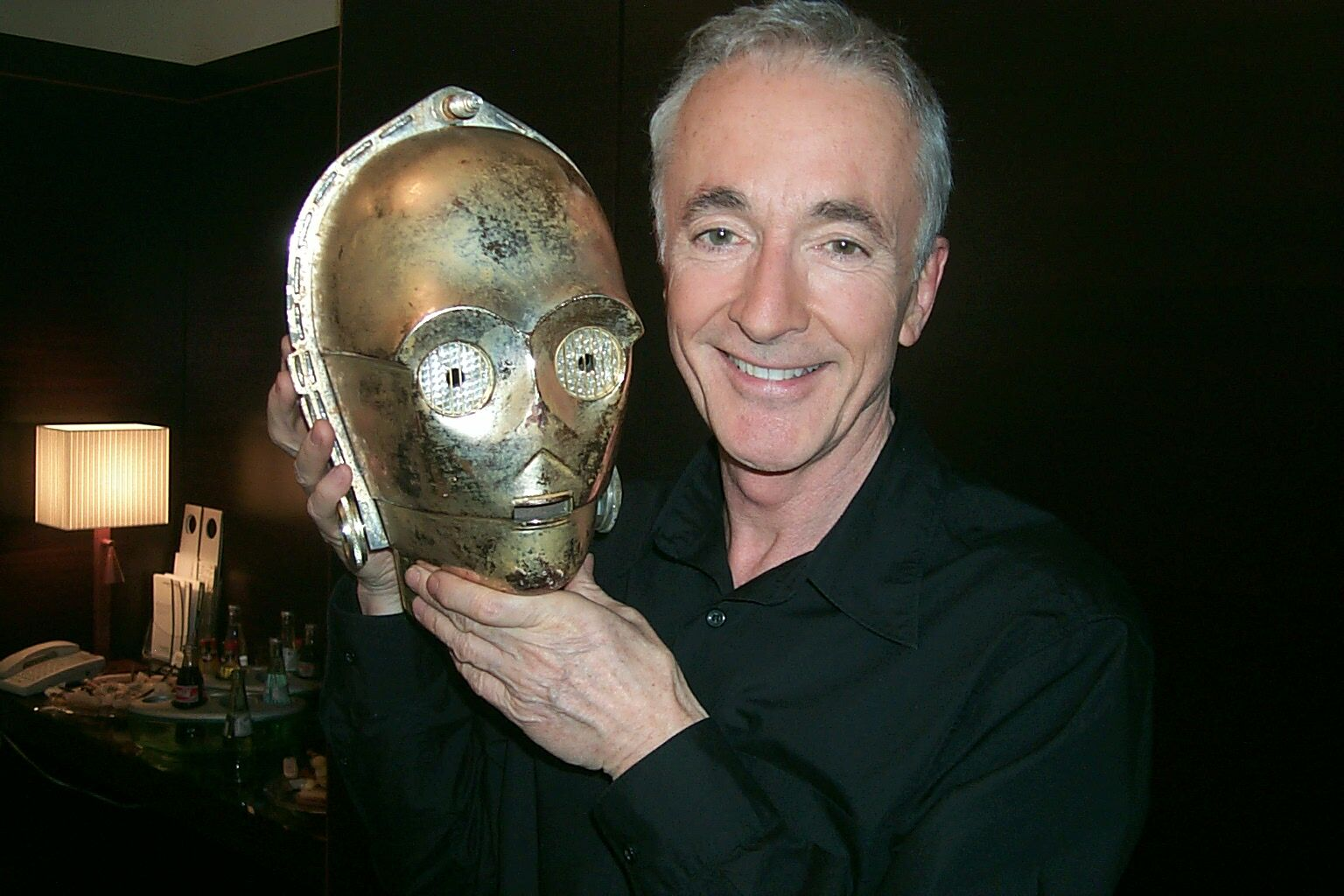
Anthony Daniels, actor que interpreta a C-3PO en las películas.

Debido al poco apoyo que recibió por parte de Fox, más allá de la concesión de licencias para la comercialización de camisetas y pósteres, la productora Lucasfilm contrató a Charles Lippincott como director de marketing de Una nueva esperanza y este consiguió un trato con la editorial Marvel Comics para adaptar la película a una historieta. El universo ficticio de Star Wars comenzó a ampliarse incluso antes de que se estrenará la primera película de la serie, a partir de la novelización de Una nueva esperanza, en 1976 —escrito por Alan Dean Foster y acreditado a Lucas—. La novela de Foster, El ojo de la mente (1978), se convirtió en la primera obra del universo expandido en ser comercializada. Su trama se sitúa entre Una nueva esperanza y El Imperio contraataca, y expande considerablemente la cronología de la serie antes y después de los acontecimientos presentados en ambas películas. Ciertamente, se puede decir que el material alternativo comenzó a producirse durante la época en que se estrenó la trilogía original (1977-1983), sin embargo su desarrollo decayó en los años venideros. Pese a lo anterior, en 1992 se puso a la venta Thrawn Trilogy, de Timothy Zahn, la cual despertó nuevamente el interés en el universo de Star Wars. Desde entonces, varios cientos de novelas tipo tie-in han sido publicadas por Bantam y Del Rey Books. Un resurgimiento parecido ocurrió en el universo expandido en 1996, tras la aparición de la novela Shadows of the Empire de Steve Perry, cuya trama se sitúa entre El Imperio contraataca y Return of the Jedi.
LucasBooks modificó de manera radical el universo de Star Wars con la introducción de la serie New Jedi Order, la cual tiene lugar aproximadamente veinte años después de Return of the Jedi, siendo protagonizada por un elenco integrado por personajes inéditos. Para las audiencias más jóvenes, se publicaron tres series: Jedi Apprentice, que sigue las aventuras de Qui-Gon Jinn y su aprendiz Obi-Wan antes de La amenaza fantasma; Jedi Quest, que relata las experiencias vividas por Obi-Wan y su aprendiz Anakin entre La amenaza fantasma y El ataque de los clones; y finalmente The Last of the Jedi, que retoma las aventuras de Obi-Wan y otro Jedi superviviente casi inmediatamente después de La venganza de los Sith.
Marvel Comics publicó algunas series de cómics basadas en Star Wars entre 1977 y 1986. En su producción trabajaron varios escritores y dibujantes, entre los cuales pueden mencionarse Roy Thomas, Archie Goodwin, Howard Chaykin, Al Williamson, Carmine Infantino, Gene Day, Walt Simonson, Michael Golden, Chris Claremont, Whilce Portacio, Jo Duffy y Ron Frenz. Asimismo, Marvel lanzó una tira de prensa creada por Russ Manning, Steve Gerber, y Goodwin —este último aparece en los créditos bajo un seudónimo—. A finales de los años 1980, Marvel anunció que publicaría una nueva historieta de Star Wars a cargo de Tom Veitch y Cam Kennedy. No obstante, en diciembre de 1991, Dark Horse Comics adquirió la licencia correspondiente para usar los derechos de Star Wars e incorporarlos así en un número considerable de secuelas literarias a la trilogía original, incluyendo la popular serie Dark Empire. A partir de entonces, Dark Horse ha publicado un gran número de escritos relativos al universo de Star Wars, aunado al lanzamiento de algunas historietas cómicas como Tag and Bink.

### Videojuegos
Desde 1982, se ha lanzado una amplia variedad de videojuegos basados en Star Wars, comenzando con Star Wars: El Imperio Contraataca, para la consola Atari 2600 por la compañía Parker Brothers. Desde entonces Star Wars ha sido trasladado a una multitud de juegos de acción, relacionados con varios juegos de simulación de vuelo espacial, disparos en primera persona, juegos de rol, juegos de ETR, y similares. Dos juegos de mesa oficiales diferentes, de estilo RPG, han sido desarrollados para el universo de Star Wars: una versión de West End Games en los años 1980 y 1990, y uno por Wizards of the Coast en la década de 2000. Algunos de los juegos más vendidos son los Lego Star Wars y la serie Battlefront, conformada principalmente de Battlefront I y Battlefront II, con 12 y 10 millones de unidades, respectivamente. Otro juego que goza de amplia popularidad en el género es Star Wars: Caballeros de la Antigua República.
Si bien The Complete Saga se centra en los seis episodios de la serie, The Force Unleashed —cuyo nombre es el mismo que el del proyecto multimedia del cual forma parte— toma lugar en el período inexplorado en las películas y situado entre La venganza de los Sith y Una nueva esperanza, y hace que los jugadores asuman el papel del «aprendiz secreto» de Darth Vader cuya misión es la de cazar a los Jedi supervivientes. El juego presenta un nuevo motor de juego en el aspecto gráfico, y fue lanzado el 16 de septiembre de 2008 en Estados Unidos. Hay dos títulos más basados en las Guerras Clon que fueron puestos a la venta a partir de noviembre de 2008 para Nintendo DS —Star Wars Las Guerras Clon: La alianza de los jedi— y para Wii —Star Wars Las Guerras Clon: Duelos con espadas de luz—. Además, existe una serie de videojuegos de rol titulada Star Wars: Caballeros de la Antigua República, la cual está conformada por Star Wars: Caballeros de la Antigua República —2003; Xbox y PC—, Star Wars: Caballeros de la Antigua República 2: Los Señores Sith —2005; Xbox y PC— y Star Wars: The Old Republic —2011—.
Otro videojuego ambientado en las Guerras Clon que gozó de gran popularidad, lanzado en Xbox y PC fue Star Wars: Republic Commando (2005). En dicho juego el jugador controla a un comando clon de fuerzas especiales de la República.
Los últimos juegos lanzados a la venta a partir de los años 2010 son Star Wars: The Force Unleashed II (2010), Star Wars: The Old Republic (2011), Lego Star Wars III: The Clone Wars (2011), Kinect Star Wars (2012), Star Wars: Battlefront (2015), Star Wars Battlefront II (2017), Star Wars Jedi: Fallen Order (2019) y Star Wars: Squadrons (2020).

## La Galaxia Principal (Filoniverse)

### Orden cronológico
- Star Wars: La Amenaza Fantasma
- Star Wars: El Ataque de los Clones
- Star Wars: The Clone Wars
- Star Wars: La Venganza de los Sith
- Star Wars: The Bad Batch
- Star Wars Jedi: Fallen Order
- Star Wars Jedi: Survivor
- Star Wars Rebels
- Star Wars: Una nueva esperanza
- Star Wars: El Imperio Contraataca
- Star Wars: El Retorno del Jedi
- The Mandalorian
- El libro de Boba Fett
- Ahsoka
- Star Wars: Skeleton Crew
- The Mandalorian & Grogu
- Película de Star Wars de Dave Filoni sin título
- Star Wars: Tales (Diferentes épocas)

## La Otra Galaxia

### Orden cronológico
- Star Wars: La Amenaza Fantasma
- Star Wars: El Ataque de los Clones
- Star Wars: La Venganza de los Sith
- Star Wars: Una nueva esperanza
- Star Wars: El Imperio Contraataca
- Star Wars: El Retorno del Jedi
- Star Wars Resistencia
- Star Wars: El Despertar de la Fuerza
- Star Wars: Los Últimos Jedi
- Star Wars: El Ascenso de Skywalker

## Producción de las películas

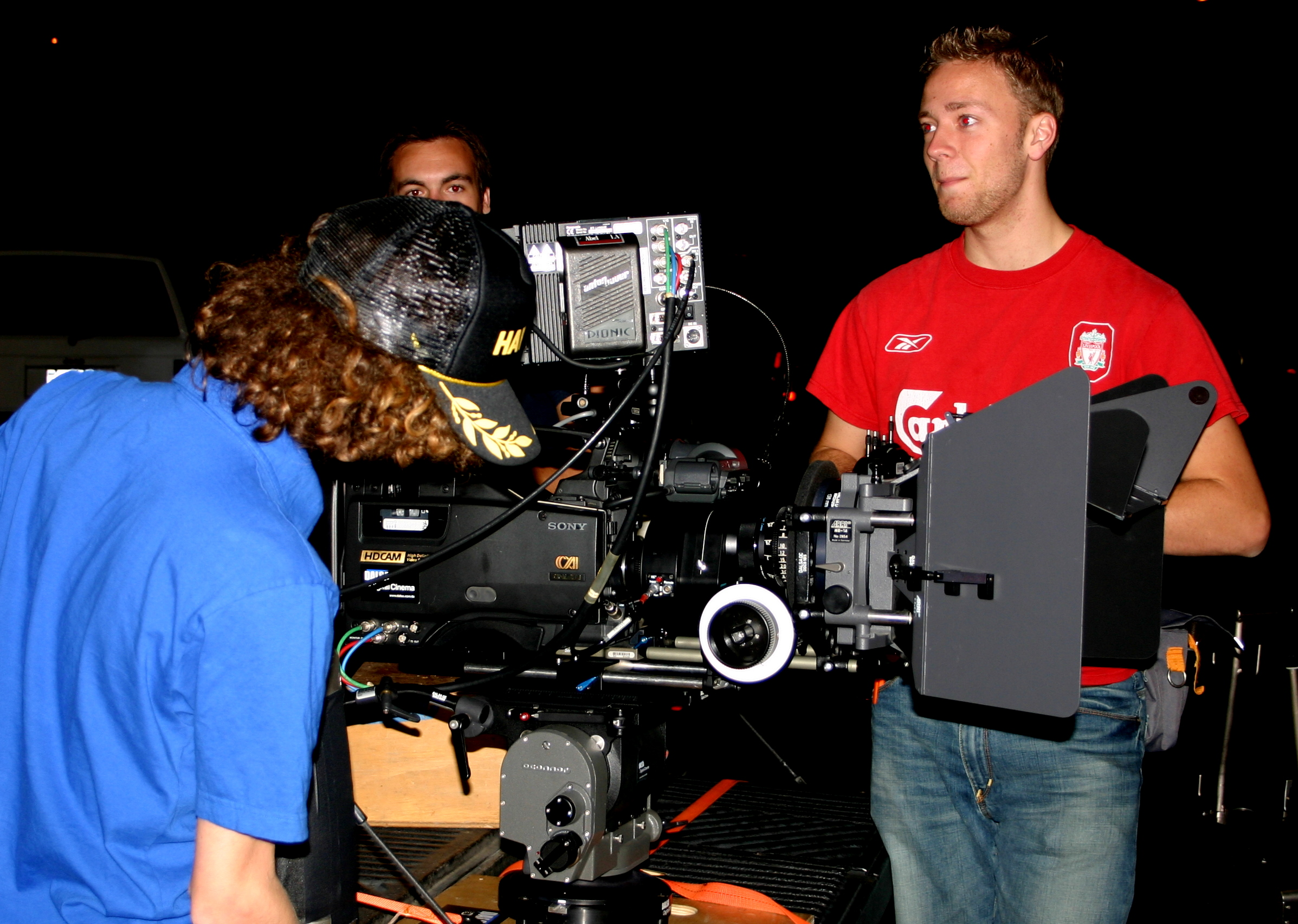
Un equipo de rodaje con una cámara de alta definición CineAlta, creada por Sony y modificada por Panavision. Dos modelos de este tipo de cámaras, el HDW-F900 y el HDC-F950, se usaron para filmar los episodios II y III de Star Wars.

Las películas de Star Wars fueron rodadas en una relación de aspecto de 2.39:1. Para los episodios IV y V, se utilizaron cámaras y lentes anamórficas de Panavision, mientras que para los episodios VI y I se usaron cámaras Arriflex, el primero con lentes Joe Dunton Camera (JDC) y el segundo con lentes Hawk, ambas también anamórficas. Por otro lado, los episodios II y III se filmaron con cámaras digitales de alta definición CineAlta, de la compañía Sony. Para la trilogía de secuelas estrenadas entre 2015 y 2019 primordialmente se utilizaron distintos modelos de cámaras de Panavision, que incluyen los Panaflex Millennium XL2. En los episodios VII y VIII también se usaron cámaras de Arri Alexa y lentes Hasselblad. Cabe señalarse que estas cintas estuvieron también disponibles en formato IMAX durante su estreno en cines.
George Lucas contrató a Benjamin Burtt, Jr. para que diseñara los efectos sonoros de la saga. Su contribución en Una nueva esperanza fue tal que la Academia de Artes y Ciencias Cinematográficas le condecoró con un premio especial a la trayectoria, debido a que no había reconocimiento alguno en esa época para el trabajo que había realizado. Además, Lucasfilm desarrolló el estándar de reproducción de sonido THX para Return of the Jedi.
John Williams se encargó de componer la música de la saga. Desde un principio concibió piezas musicales majestuosas para Star Wars, con motivos únicos para cada personaje y cada concepto importante de la trama. El tema musical de Star Wars, compuesto también por Williams, está considerado desde entonces como uno de los más famosos y conocidos en la historia de la música contemporánea..
La coreografía técnica de los sables de luz para la trilogía original fue desarrollada por el especialista en esgrima de Hollywood Bob Anderson. Este fue quien entrenó al actor Mark Hamill (Luke Skywalker) y ejecutó todas las escenas de combate con sables de luz de Darth Vader en El Imperio contraataca y Return of the Jedi, vistiendo para ello la indumentaria del personaje. La participación de Anderson en la trilogía original de Star Wars fue destacada en el documental Reclaiming The Blade, donde él comparte sus experiencias como coreógrafo de luchas y principal responsable del manejo de los sables de luz en la saga.

### Reparto principal
| Personaje                | Películas                         | Películas                      | Películas                                 | Películas                                                                           | Películas                                                                           | Películas                                                                           | Películas                                          | Películas               | Películas                                          |
| Personaje                | La amenaza fantasma (1999)        | El ataque de los clones (2002) | La venganza de los Sith (2005)            | Una nueva esperanza (1977)                                                          | El Imperio contraataca (1980)                                                       | Return of The Jedi (1983)                                                           | El despertar de la Fuerza (2015)                   | Los últimos Jedi (2017) | El ascenso de Skywalker (2019)                     |
| ------------------------ | --------------------------------- | ------------------------------ | ----------------------------------------- | ----------------------------------------------------------------------------------- | ----------------------------------------------------------------------------------- | ----------------------------------------------------------------------------------- | -------------------------------------------------- | ----------------------- | -------------------------------------------------- |
| Darth Vader              |                                   |                                | Hayden Christensen James Earl Jones (voz) | David Prowse James Earl Jones (voz)                                                 | David Prowse James Earl Jones (voz)                                                 | David Prowse James Earl Jones (voz)                                                 |                                                    |                         | James Earl Jones (voz)                             |
| Anakin Skywalker         | Jake Lloyd                        | Hayden Christensen             | Hayden Christensen                        |                                                                                     |                                                                                     | Sebastian Shaw Hayden Christensen (edición en DVD de 2004)                          |                                                    |                         | Hayden Christensen (voz)                           |
| Obi-Wan Kenobi           | Ewan McGregor                     | Ewan McGregor                  | Ewan McGregor                             | Alec Guinness                                                                       | Alec Guinness                                                                       | Alec Guinness                                                                       | Ewan McGregor (voz) Alec Guinness (archivo de voz) |                         | Ewan McGregor (voz) Alec Guinness (archivo de voz) |
| Padmé Amidala            | Natalie Portman                   | Natalie Portman                | Natalie Portman                           |                                                                                     |                                                                                     |                                                                                     |                                                    |                         |                                                    |
| C-3PO                    | Anthony Daniels                   | Anthony Daniels                | Anthony Daniels                           | Anthony Daniels                                                                     | Anthony Daniels                                                                     | Anthony Daniels                                                                     | Anthony Daniels                                    | Anthony Daniels         | Anthony Daniels                                    |
| R2-D2                    | Kenny Baker                       | Kenny Baker                    | Kenny Baker                               | Kenny Baker                                                                         | Kenny Baker                                                                         | Kenny Baker                                                                         | Kenny Baker                                        | Jimmy Vee               | Lee Towersey                                       |
| Yoda                     | Frank Oz (voz)                    | Frank Oz (voz)                 | Frank Oz (voz)                            |                                                                                     | Frank Oz (voz)                                                                      | Frank Oz (voz)                                                                      | Frank Oz (archivo de voz)                          | Frank Oz (voz)          | Frank Oz (voz)                                     |
| Palpatine Darth Sidious  | Ian McDiarmid                     | Ian McDiarmid                  | Ian McDiarmid                             |                                                                                     | Clive Revill Ian McDiarmid (edición en DVD de 2004)                                 | Ian McDiarmid                                                                       |                                                    |                         | Ian McDiarmid                                      |
| Mace Windu               | Samuel L. Jackson                 | Samuel L. Jackson              | Samuel L. Jackson                         |                                                                                     |                                                                                     |                                                                                     |                                                    |                         | Samuel L. Jackson (voz)                            |
| Nute Gunray              | Silas Carson                      | Silas Carson                   | Silas Carson                              |                                                                                     |                                                                                     |                                                                                     |                                                    |                         |                                                    |
| Jar Jar Binks            | Ahmed Best (voz)                  | Ahmed Best (voz)               | Ahmed Best (voz)                          |                                                                                     |                                                                                     |                                                                                     |                                                    |                         |                                                    |
| General Grievous         |                                   |                                | Matthew Wood (voz)                        |                                                                                     |                                                                                     |                                                                                     |                                                    |                         |                                                    |
| Bail Organa              |                                   | Jimmy Smits                    | Jimmy Smits                               |                                                                                     |                                                                                     |                                                                                     |                                                    |                         |                                                    |
| Conde Dooku Lord Tyranus |                                   | Christopher Lee                | Christopher Lee                           |                                                                                     |                                                                                     |                                                                                     |                                                    |                         |                                                    |
| Jango Fett               |                                   | Temuera Morrison               |                                           |                                                                                     |                                                                                     |                                                                                     |                                                    |                         |                                                    |
| Shmi Skywalker           | Pernilla August                   | Pernilla August                |                                           |                                                                                     |                                                                                     |                                                                                     |                                                    |                         |                                                    |
| Qui-Gon Jinn             | Liam Neeson                       | Liam Neeson (voz)              |                                           |                                                                                     |                                                                                     |                                                                                     |                                                    |                         | Liam Neeson (voz)                                  |
| Sabé                     | Keira Knightley                   |                                |                                           |                                                                                     |                                                                                     |                                                                                     |                                                    |                         |                                                    |
| Watto                    | Andy Secombe (voz)                | Andy Secombe (voz)             |                                           |                                                                                     |                                                                                     |                                                                                     |                                                    |                         |                                                    |
| Jabba el Hutt            | Larry Ward (voz)                  |                                |                                           | (actor sin acreditar, voz) (Edición Especial 1997)                                  |                                                                                     | Larry Ward (voz)                                                                    |                                                    |                         |                                                    |
| Darth Maul               | Ray Park Peter Serafinowicz (voz) |                                |                                           |                                                                                     |                                                                                     |                                                                                     |                                                    |                         |                                                    |
| Sebulba                  | Lewis MacLeod (voz)               |                                |                                           |                                                                                     |                                                                                     |                                                                                     |                                                    |                         |                                                    |
| Luke Skywalker           |                                   |                                | Aiden Barton (bebé, cameo)                | Mark Hamill                                                                         | Mark Hamill                                                                         | Mark Hamill                                                                         | Mark Hamill                                        | Mark Hamill             | Mark Hamill                                        |
| Leia Organa              |                                   |                                | Aiden Barton (bebé, cameo)                | Carrie Fisher                                                                       | Carrie Fisher                                                                       | Carrie Fisher                                                                       | Carrie Fisher                                      | Carrie Fisher           | Carrie Fisher (archivo de escenas eliminadas)      |
| Han Solo                 |                                   |                                |                                           | Harrison Ford                                                                       | Harrison Ford                                                                       | Harrison Ford                                                                       | Harrison Ford                                      |                         | Harrison Ford                                      |
| Chewbacca                |                                   |                                | Peter Mayhew                              | Peter Mayhew                                                                        | Peter Mayhew                                                                        | Peter Mayhew                                                                        | Peter Mayhew                                       | Joonas Suotamo          | Joonas Suotamo                                     |
| Boba Fett                |                                   | Daniel Logan                   |                                           | Jeremy Bulloch Jason Wingreen (voz) Temuera Morrison (voz) (edición en DVD de 2004) | Jeremy Bulloch Jason Wingreen (voz) Temuera Morrison (voz) (edición en DVD de 2004) | Jeremy Bulloch Jason Wingreen (voz) Temuera Morrison (voz) (edición en DVD de 2004) |                                                    |                         |                                                    |
| Wedge Antilles           |                                   |                                |                                           | Denis Lawson                                                                        | Denis Lawson                                                                        | Denis Lawson                                                                        |                                                    |                         | Denis Lawson                                       |
| Lando Calrissian         |                                   |                                |                                           |                                                                                     | Billy Dee Williams                                                                  | Billy Dee Williams                                                                  |                                                    |                         | Billy Dee Williams                                 |
| Wicket W. Warrick        |                                   |                                |                                           |                                                                                     |                                                                                     | Warwick Davis                                                                       |                                                    |                         | Warwick Davis                                      |
| Maximilian Veers         |                                   |                                |                                           |                                                                                     | Julian Glover                                                                       |                                                                                     |                                                    |                         |                                                    |
| Owen Lars                |                                   | Joel Edgerton                  | Joel Edgerton                             | Phil Brown                                                                          |                                                                                     |                                                                                     |                                                    |                         |                                                    |
| Beru Lars                |                                   | Bonnie Piesse                  | Bonnie Piesse                             | Shelagh Fraser                                                                      |                                                                                     |                                                                                     |                                                    |                         |                                                    |
| Wilhuff Tarkin           |                                   |                                | Wayne Pygram                              | Peter Cushing                                                                       |                                                                                     |                                                                                     |                                                    |                         |                                                    |
| Lor San Tekka            |                                   |                                |                                           |                                                                                     |                                                                                     |                                                                                     | Max Von Sydow                                      |                         |                                                    |
| Rey                      |                                   |                                |                                           |                                                                                     |                                                                                     |                                                                                     | Daisy Ridley                                       | Daisy Ridley            | Daisy Ridley                                       |
| Finn                     |                                   |                                |                                           |                                                                                     |                                                                                     |                                                                                     | John Boyega                                        | John Boyega             | John Boyega                                        |
| Poe Dameron              |                                   |                                |                                           |                                                                                     |                                                                                     |                                                                                     | Oscar Isaac                                        | Oscar Isaac             | Oscar Isaac                                        |
| Snoke                    |                                   |                                |                                           |                                                                                     |                                                                                     |                                                                                     | Andy Serkis                                        | Andy Serkis             | Andy Serkis (voz)                                  |
| Kylo Ren                 |                                   |                                |                                           |                                                                                     |                                                                                     |                                                                                     | Adam Driver                                        | Adam Driver             | Adam Driver                                        |
| Hux                      |                                   |                                |                                           |                                                                                     |                                                                                     |                                                                                     | Domhnall Gleeson                                   | Domhnall Gleeson        | Domhnall Gleeson                                   |
| Maz Kanata               |                                   |                                |                                           |                                                                                     |                                                                                     |                                                                                     | Lupita Nyong'o                                     | Lupita Nyong'o          | Lupita Nyong'o                                     |
| Phasma                   |                                   |                                |                                           |                                                                                     |                                                                                     |                                                                                     | Gwendoline Christie                                | Gwendoline Christie     |                                                    |
| Rose Tico                |                                   |                                |                                           |                                                                                     |                                                                                     |                                                                                     |                                                    | Kelly Marie Tran        | Kelly Marie Tran                                   |
| Amilyn Holdo             |                                   |                                |                                           |                                                                                     |                                                                                     |                                                                                     |                                                    | Laura Dern              |                                                    |
| DJ                       |                                   |                                |                                           |                                                                                     |                                                                                     |                                                                                     |                                                    | Benicio del Toro        |                                                    |
| Jannah                   |                                   |                                |                                           |                                                                                     |                                                                                     |                                                                                     |                                                    |                         | Naomi Ackie                                        |
| Zorii Bliss              |                                   |                                |                                           |                                                                                     |                                                                                     |                                                                                     |                                                    |                         | Keri Russell                                       |

### Música
Las películas de Star Wars poseen un conjunto de temas musicales con motivos orquestados y un toque de calidad consistente que difícilmente pueden hallarse en conjunto en otras series cinematográficas. Su estructura, conformada por varios motivos individuales, y su composición únicas constituyen una herramienta de estudio, de forma equiparable a la banda sonora de El Señor de los Anillos, de Howard Shore.
Spielberg le sugirió a Lucas contratar al compositor John Williams, con quien había colaborado previamente en Tiburón y por el cual se hizo acreedor a un primer premio Óscar. Lucas sentía que la película debía describir mundos inéditos en el plano visual, aunque en el aspecto musical su enfoque era brindar a la audiencia una conexión emocional con la historia. En marzo de 1977, Williams comenzó a dirigir a la Orquesta Sinfónica de Londres para grabar la música de Star Wars durante un período de veinte días y ocho sesiones en los estudios Anvil, en Denham, Inglaterra. La orquestación recayó en Herbert W. Spencer, frecuente socio de Williams, que también se encargó de la misma función en los siguientes dos filmes de Star Wars.
En 2005, el American Film Institute reconoció a la banda sonora de Episodio IV como la música cinematográfica más memorable de todos los tiempos. Asimismo, Williams obtuvo tres premios Grammy en febrero de 1978, además de su tercer premio Óscar en su trayectoria como compositor tan solo un mes después, el 3 de abril, ambos por la creación del material musical de la película. Cabe señalar que el tema principal fue inspirado en la composición de Kings Row (1942), creada por Erich Wolfgang Korngold, mientras que la pista «Dune Sea of Tatooine» fue trazada a partir del movimiento llamado  Le Sacrifice del ballet La consagración de la primavera escrito por el compositor ruso Igor Stravinsky en 1913. Para Filmtracks, «Ninguna composición orquestal ha tenido mayor influencia en la historia del cine y en sus elementos musicales que la original Star Wars». Para El Imperio contraataca, Williams fue nuevamente convocado para grabar la banda sonora, y este recurrió una vez más a la Orquesta Sinfónica de Londres. La banda sonora del Episodio II quedó concluida después de un total de 18 sesiones de grabación en los mismos estudios Anvil, un proceso que duró únicamente tres días de diciembre de 1979, aunado a seis días más en enero de 1980. Finalmente, al igual que en sus predecesoras, Williams recurrió a la Sinfónica de Londres para grabar el material musical de Return of the Jedi, el cual se grabó en los estudios Abbey Road, y fue distribuida por la discográfica RSO Records. Cabe señalar que en 2004 la empresa Sony Classical compró los derechos de distribución de las bandas sonoras de la trilogía original de Star Wars —lo anterior se debió, principalmente, a que ya contaba para entonces con los derechos de comercialización de la música relativa a la trilogía de precuelas—. De acuerdo al sitio web Filmtracks: «Williams mantuvo un nivel de calidad sobresaliente para El Retorno del Jedi que muchos considerarían incluso mejor que las bandas sonoras de cualquiera de las precuelas que le siguen […] logró desafiar los avances tecnológicos de su época».

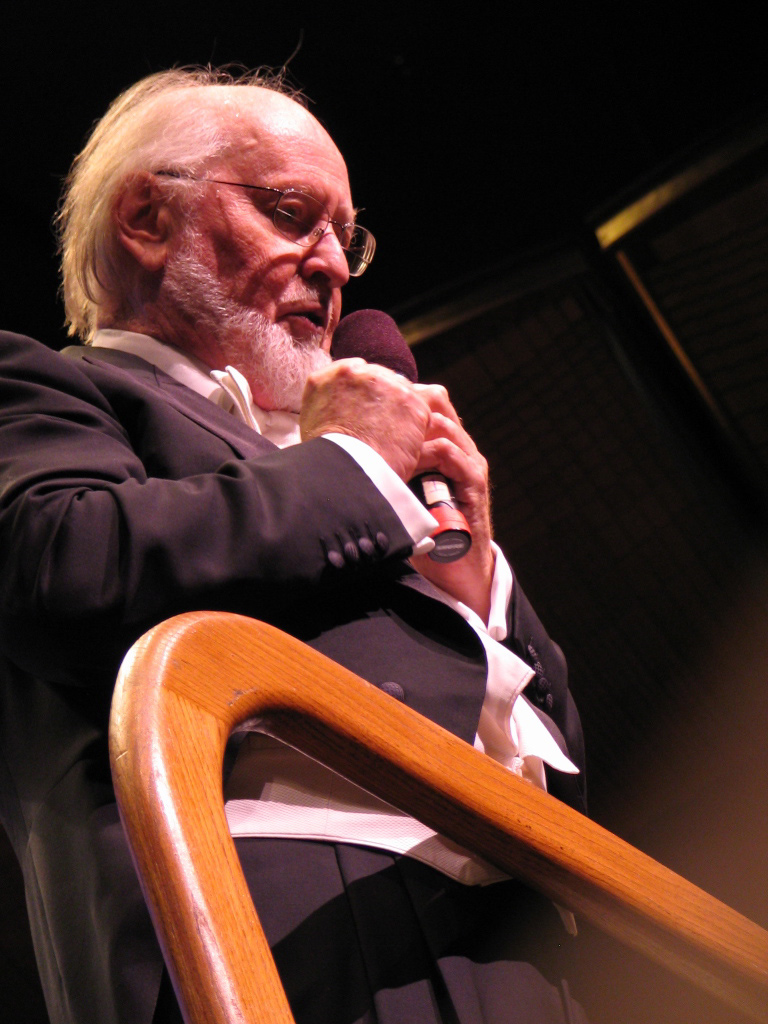
John Williams fue el responsable de todos los temas musicales de Star Wars.

La segunda trilogía definió un nuevo estilo de redacción de las letras, que se tornó extraordinariamente complejo para Williams. Las bandas sonoras de las siguientes dos películas tomarían varios elementos prestados de las composiciones incorporadas en el conjunto de La Amenaza Fantasma. Según Amazon.com, Episodio I «la película más anticipada de los años 1990, regresa a los orígenes de Star Wars […] La sorpresa más ambiciosa del compositor es la bienvenida adición de elementos corales fuertes, los cuales usa tanto de forma majestuosa como amenazadora». Siendo considerada como una de las bandas sonoras con mayor expectativa en la historia de Hollywood, fue lanzada al mercado incluso dos semanas antes de que se estrenará la película en salas de cine, ocasionando una fuerte demanda en Internet, que acabó con las descargas ilícitas de algunos fragmentos del álbum. Para Filmtracks, «uno de los pocos defectos en este recopilatorio es que su música para la invasión del ejército droide, así como algunas de las piezas de cuerda más bajas, se asemeja bastante a la de Indiana Jones y la última cruzada».
Por otra parte, la banda sonora de El ataque de los clones «continuó con las altas expectativas impuestas por sus predecesoras, logrando con éxito incorporar algunos nuevos temas musicales al mismo tiempo que lleva la fábula galáctica al punto de partida». En las propias palabras de Williams: «La Amenaza Fantasma sirvió como una reintroducción, o un regreso, a Star Wars después de 22 años […] Pensé que sería una transición complicada, pero en realidad fue más bien como ir en bicicleta. Parte de esa banda sonora, y de esta también [la de Episodio II], es musicalmente incestuosa, en comparación con los temas anteriores, y eso nos ayuda a volver de vuelta a la imaginación de Lucas».
La banda sonora de La venganza de los Sith se grabó en un plazo de cinco días en los estudios Abbey Road, y contó de nuevo con la participación de la Orquesta Sinfónica de Londres y el conjunto London Voices. El proceso de grabación comenzó el 3 de febrero de 2005; una mañana entera fue dedicada específicamente a la grabación vocal. De acuerdo a Amazon.com, «debido a que esta música acompaña a la más emocionante película de Star Wars, esta es más divertida, maligna, así como más malévola y desigual». Mientras tanto, Filmtracks opinó que, para John Williams, con el lanzamiento de la banda sonora de Episodio III, «su carrera se elevó al estrellato, pues sus temas para las películas persisten en las vidas incluso de aquellos que no han visto una cinta de Star Wars en los cines en veinte años». En términos generales, de acuerdo al mismo sitio web: «Una vez que La Amenaza Fantasma revivió la saga en 1999, Williams hizo un esfuerzo concertado para continuar con la exposición de sus ideas […] a pesar de que hubo fuertes críticas en su época contra La Amenaza Fantasma por su aparente debilidad [… Fue] entonces cuando apareció El Ataque de los Clones, donde más allá de crear tres o cuatro temas principales, motivos o ritmos, condensó todos ellos en el tema 'Across the Stars', una pieza extremadamente poderosa y efectiva». Finalmente, en palabras del propio Williams: «En La venganza de los Sith, hay tres o cuatro piezas de nuevo material […] Un par de ellos consisten en lamentaciones, y acompañan precisamente algunas de las escenas más oscuras del filme. Y hay también una especie de pieza divertida, que incluye mucha música de percusión, para el personaje de Grievous».
De acuerdo al sitio web oficial, «al final, solamente tres de los cuatro previos lanzamientos de Star Wars pueden ser asociados con la evolución de la película original de Lucas: la primera banda sonora de la 20th Century Fox de 1977; el compilatorio musical de la primera trilogía de Star Wars lanzado en 1993 y el lanzamiento de BMG en 1997, con las versiones remasterizadas y expandidas de la primera película de la serie».

### Efectos especiales
El sector de los efectos especiales era casi inexistente en Hollywood cuando George Lucas empezó a rodar Star Wars: Episodio IV - Una nueva esperanza. Por este motivo, Lucas decidió crear su propia compañía de efectos especiales. La compañía —bautizada como Industrial Light & Magic (ILM)— alquiló una gran almacén en el valle de San Fernando, Los Ángeles, y se puso a trabajar en el diseño de las maquetas, las tomas con efectos y el equipo. La tecnología necesaria para conseguir los efectos que Lucas quería no existía, así que hizo falta mucho trabajo de investigación y desarrollo antes de poder rodar un solo fotograma. Esta larga fase de preproducción se convirtió en un tema controvertido en los meses previos al rodaje principal de La guerra de las galaxias, ya que se retrasaron cientos de tomas mientras se perfeccionaba el equipo.
El primer dispositivo que creó la compañía fue la cámara de control de movimiento o cámara Dykstraflex. Se trataba de la primera cámara totalmente controlada por ordenador que permitía siete ejes de movimiento y podía reproducir los mismos movimientos en tomas múltiples. Tal innovación resultó crucial para producir las tomas del Halcón Milenario huyendo de la Estrella de la Muerte o del desfile aéreo del Destructor Estelar con el que comienza la película.
También fue fundamental conseguir el aspecto gastado y realista que Lucas quería que tuviera aquella lejana galaxia. Los maquetistas de ILM y el departamento artístico británico, dirigidos por el diseñador de producción John Barry, diseñaron las maquetas, los decorados y los vehículos de tamaño real con quemaduras y manchas de polución, lo que les daba credibilidad sobre el telón de fondo irreal de astros, planetas y una estación espacial del tamaño de la Luna. A principios de 1977, cuando solo faltaban unos meses para el estreno de la película, las tomas de los efectos especiales aún iban con retraso. Sin embargo, ILM entregó el género justo a tiempo y, finalmente, tanto el público como la crítica recibieron con entusiasmo los pioneros efectos de La guerra de las galaxias.
La primera película de la saga Star Wars combinó modernos efectos especiales de la época con lo tradicional: las miniaturas que se movían manualmente. En este largometraje de Lucas había maquetas a tamaño real como, por ejemplo, una de parte del Halcón Milenario cuyo movimiento simulaban varios operarios agitándola. Además, también se construyeron maquetas en miniatura y las máscaras que llevaban algunos personajes, en especial los que aparecían en la escena de la cantina de Mos Eisley.
El personaje de Yoda, el Maestro Jedi, es un buen ejemplo para analizar la evolución de los efectos especiales en Star Wars –y en la propia historia del cine- puesto que aparece en cinco de las seis primeras películas de la saga. Su primera aparición fue en El Imperio contraataca (1980) y fue también la más primitiva en cuanto a los efectos. En esta película, Yoda es una marioneta movida por hilos, creada por Stuart Freeborn y accionada por Frank Oz, quien puso voz al Maestro Jedi en todas las películas.
Los escenarios de Dagobah estaban situados metro y medio por encima del plató para que Oz, escondido, pudiera manejar al pequeño Yoda, que no realizaba movimientos demasiado complejos en esa película ni en la siguiente, El retorno del Jedi. El caso de Yoda, en la trilogía original, fue similar al de otros personajes como Jabba el Hutt, que también era una marioneta gigante.
En La amenaza fantasma (1999), Yoda pasó a ser un personaje creado por ordenador, igual que muchos otros como Jar Jar Binks. Los cambios en su aspecto físico son notables porque se supone que el personaje es un poco más joven y no lleva 20 años exiliado en un planeta pantanoso. No obstante, sin tener en cuenta el factor más puramente estético, los cambios más importantes de Yoda fueron a nivel de movimientos. De ser un personaje más bien parado, pasó a ser un personaje mucho más activo en Star Wars Episodio II: El ataques de los Clones. En su duelo contra el conde Dooku, su antiguo padawan, descubrimos que Yoda es capaz de moverse muy rápido y dar increíbles saltos –pese a su baja estatura- mientras empuña el sable láser.
Para El Imperio contraataca se creó un Halcón Milenario a escala real. El decorado pesaba 23 toneladas y medía casi 5 metros de altura y 20 de diámetro. En los episodios I, II y III la mayor parte de los decorados se realizaron con ordenador, y cuando estos tenían una base real, como la plaza de España de Sevilla, que simula ser un edificio del planeta Naboo en El ataque de los clones, las imágenes eran retocadas digitalmente.
A diferencia del Episodio IV, que tan solo tenía 365 tomas con efectos especiales, el Episodio III: La venganza de los Sith, cuenta con 2200 tomas con efectos especiales. Es más, en dicha película, todos los planos fueron retocados digitalmente, independientemente de que fueran combates de naves o escenas de diálogo.
La Dykstraflex no fue la única creación tecnológica creada a propósito de la saga Star Wars. En la trilogía original, para animar a las criaturas, ILM mejoró la técnica del "Stop-motion" y nació así el “Go motion”, donde se seguían utilizando los modelos usados en la animación tradicional pero con las articulaciones motorizadas para que realizasen los movimientos en el tiempo en el que la cámara rodaba un fotograma de la película. Más tarde, se difuminaron los contornos para dar una mayor sensación de velocidad.
La técnica empleada para los vehículos siguió siendo la del "Stop motion", con el movimiento de los vehículos realizado de forma manual fotograma a fotograma. En el ataque de los AT-AT en el planeta nevado Hoth, por ejemplo, cada movimiento de una pata del vehículo implicaba muchos movimientos manuales ya que un segundo de grabación comprende 24 fotogramas.
En 2012, Disney compró Lucasfilm y los derechos de las películas a Lucas por 3125 millones de euros y se puso manos a la obra para relanzar la saga Star Wars. A pesar de que el director del Episodio VII: El despertar de la Fuerza, J. J. Abrams, dijo que quería volver al espíritu de la trilogía clásica, ni Abrams ni Disney renunciaron a las nuevas tecnologías a la hora de crear efectos. La actriz Lupita Nyong’o, por ejemplo, dio vida a un personaje llamado Maz Kanata, hecho por medio de la técnica del “motion capture” o captura del movimiento. Dicha técnica consiste en recubrir la cara y el traje del actor de sensores para captar todos sus gestos y movimiento, que luego se trasladan a un personaje creado por ordenador.
Otro de los efectos especiales utilizado en la primera trilogía de Star Wars fue el matte painting, una técnica artística muy utilizada para crear escenarios. Consiste en aplicar capas de pintura opaca (generalmente óleo) sobre un cristal o panel de plexiglás para después iluminar el resultado desde atrás. Las zonas que se deseen más iluminadas se cubren con tonos más claros o con menos cantidad de pintura y, las más oscuras, se saturan de pigmento para que no pase la luz. Si el escenario tiene focos o puntos de luz como estrellas, se dejan pequeños puntos sin pintura para que dejen pasar la luz. En el caso de Star Wars, los recónditos interiores de la Estrella de la Muerte o algunas de las escenas en Tatooine y Endor se rodaron utilizando esta técnica.

## Recepción

### Recaudaciones
Hasta 2019 la recaudación generada por las tres trilogías de Star Wars es de 9.243.321.766 dólares, lo que la convierte en la segunda saga cinematográfica más exitosa de todos los tiempos. Según un estudio realizado por la revista Forbes en 2005, se estima que el universo entero de Star Wars (incluyendo todo tipo de productos licenciados a terceras empresas, entre los cuales se encuentran novelas, libros, juegos de tablero, muñecos, etc.) ha ganado más de 20 000 millones de dólares desde el debut de Una nueva esperanza.
En cuanto a la recaudación lograda por cada una de las seis películas, puede recurrirse a la siguiente tabla para mayor información:
| Película                                       | Estreno                     | Recaudación (en dólares) | Recaudación (en dólares) | Recaudación (en dólares) | Recaudación (en dólares) | Ref(s)          |
| Película                                       | Estreno                     | Estados Unidos           | Resto del mundo          | Total                    | Presupuesto              | Ref(s)          |
| ---------------------------------------------- | --------------------------- | ------------------------ | ------------------------ | ------------------------ | ------------------------ | --------------- |
| Star Wars: Episode IV - A New Hope             | 25 de mayo de 1977          | 460.998.507$             | 314.513.557$             | 775.512.064$             | 13.000.000$              | [ 205 ]         |
| Star Wars: Episode V - The Empire Strikes Back | 21 de mayo de 1980          | 290.271.960$             | 257.607.494$             | 538.375.067$             | 18.000.000$              | [ 207 ]         |
| Star Wars: Episode VI - Return of the Jedi     | 25 de mayo de 1983          | 309.306.177$             | 166.040.934$             | 482.365.284$             | 32.5.000.000$            | [ 209 ]         |
| Star Wars: Episode I - The Phantom Menace      | 19 de mayo de 1999          | 474.544.677$             | 552.538.030$             | 1.027.082.707$           | 115.000.000$             | [ 211 ]         |
| Star Wars: Episode II - Attack of the Clones   | 16 de mayo de 2002          | 310.676.740$             | 343.103.230$             | 653.779.970$             | 115.000.000$             | [ 213 ]         |
| Star Wars: Episode III - Revenge of the Sith   | 19 de mayo de 2005          | 380.270.588$             | 488.765.058$             | 868.035.635$             | 113.000.000$             | [ 213 ]         |
| Star Wars: The Clone Wars                      | 15 de agosto de 2008        | 35.161.554$              | 33.121.290$              | 68.282.844$              | 8.5.000.000$             | [ 215 ]         |
| Star Wars: Episode VII - The Force Awakens     | 18 de diciembre de 2015     | 936.662.225$             | 1.131.561.399$           | 2.068.223.624$           | 306.000.000$             | [ 217 ]         |
| Rogue One: A Star Wars Story                   | 10 de diciembre de 2016     | 532.177.324$             | 523.879.949$             | 1.056.057.278$           | 200–265.000.000$         | [ 219 ] [ 220 ] |
| Star Wars: Episode VIII - The Last Jedi        | 15 de diciembre de 2017     | 620.181.382$             | 714.358.507$             | 1.334.539.889$           | 317.000.000$             | [ 222 ]         |
| Solo: A Star Wars Story                        | 25 de mayo de 2018          | 213.767.512$             | 179.157.295$             | 393.924.807$             | 275–300.000.000$         | [ 224 ] [ 225 ] |
| Star Wars: Episode IX - Rise of Skywalker      | 20 de diciembre de 2019     | 515.202.543$             | 561.941.706$             | 1.077.232.589$           | 275.000.000$             | [ 226 ]         |
| Total de la triple trilogía                    | Total de la triple trilogía | 5.082.065.844            | 5.038.322.809            | 10.340.762.580           | 2.092–2.157.000.000$     | [ 224 ] [ 225 ] |

### Crítica

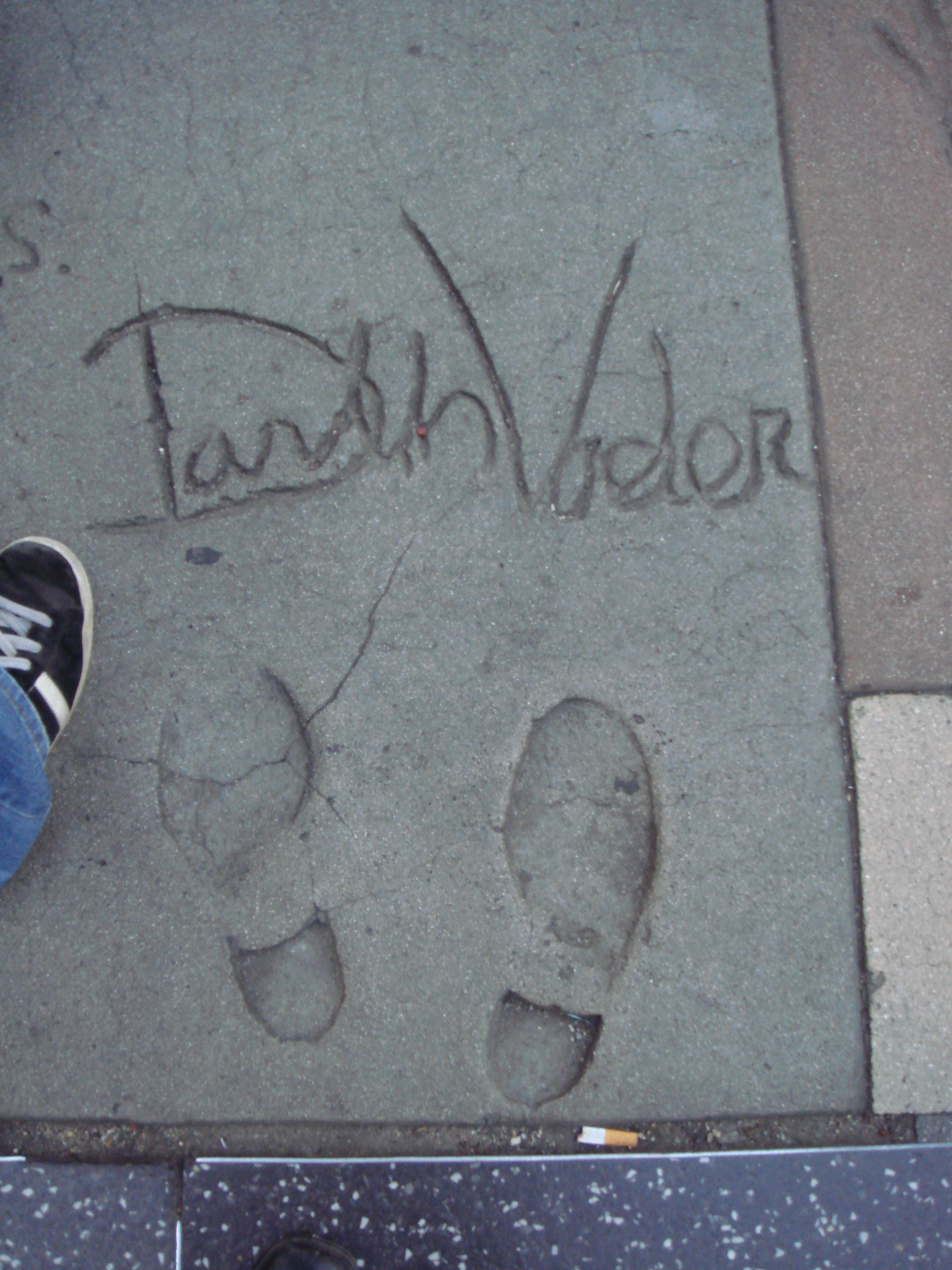
La huella de Darth Vader impresa en el Grauman's Chinese Theatre, apenas unos meses después del debut de Una nueva esperanza.

Star Wars logró redefinir el género cinematográfico de la ciencia ficción gracias a sus efectos especiales innovadores, iniciando asimismo el concepto de «película taquillera del verano» y, a rasgos generales, el enfoque y la atención que las producciones fílmicas posteriores dirigieron hacía las audiencias más jóvenes. Descritas como «innovadoras» por gran parte de la crítica contemporánea, la producción de cada película fue recibida posteriormente con opiniones opuestas: se reconoció la sofisticación técnica, en todo caso, sin embargo se criticó el argumento débil, los diálogos y los personajes estereotipados.
En una reseña de 1977, Roger Ebert describió Una nueva esperanza como «una experiencia extra-corporal» y comparó sus efectos visuales con los de 2001: A Space Odyssey aunque para Pauline Kael de la revista The New Yorker, la película carecía de «aliento, poesía y adherencia emocional». A su vez, Jonathan Rosenbaum de Chicago Reader apuntó: «Ninguno de los personajes tiene profundidad, y se usan como elementos secundarios», mientras que para Stanley Kauffmann, de la publicación The New Republic: «El trabajo de Lucas en Star Wars resulta más inventivo que el de THX 1138». Algunos consideran que uno de los principales logros técnicos de esta producción fue la mejora de la tecnología del sonido en las salas de cine, pues «popularizó el sistema Dolby de reducción de ruido y dio lugar a la creación del sistema THX y a la introducción del sonido digital».
Por otra parte, la crítica elogió El Imperio contraataca —considerada como la mejor película de Star Wars—, aunque algunos detalles como la estructura de la historia fueron evaluados de forma negativa, señalando que esta no presenta ni un principio ni un final, aunque The Return of the Jedi, de forma contraria, fue recibida con críticas variadas, quejándose algunos especialistas de que el último episodio de la serie es el menos original y el más antiestético de la trilogía original. Chris Gore comentó al respecto: «Desafortunadamente, los problemas de los Jedi no pueden arreglarse ni siquiera con el mejor software digital en la galaxia: la historia débil (otro asalto a una nueva Estrella de la muerte, una visita más a Dagobah, el exótico planeta de los árboles, y osos de peluche fastidiosos), las malas actuaciones (Carrie Fisher admitió que en realidad ella estaba como «perdida» durante el rodaje de la cinta), las bromas con los eructos (tres en la primera media hora. Creo que perdí el sentido del humor en los primeros dos) y el extraño peinado de Luke tipo trapeador. Es lamentable».
A pesar del gran éxito de recaudaciones de la trilogía de precuelas —La amenaza fantasma batió varios récords de taquilla, incluyendo el de mayores ganancias en su primer fin de semana de proyección—, las críticas no fueron tan benévolas: aunque las primeras dos películas de esta nueva trilogía fueron aclamadas por sus efectos especiales, hubo descontento general respecto a las malas actuaciones y un guion mediocre. Poco después, Hayden Christensen fue nominado a un premio Razzie como «Peor actor de reparto» por su actuación en La venganza de los Sith, mientras que las dos primeras cintas resultaron nominadas igualmente en la categoría de «Peor película».
La amenaza fantasma fue criticada particularmente por el personaje de Jar Jar Binks, el torpe aliado de Qui-Gon y Obi-Wan diseñado con un aspecto caricaturesco. Tanto la audiencia como la crítica mostraron su desprecio hacia ese personaje, que fue considerado como un pretexto para utilizar bromas infantiles, y calificado como un estereotipo afroamericano o jamaiquino de tipo racista. Respecto a esta última acusación, Lucas negó cualquier intención discriminatoria en el personaje, diciendo: «¿Cómo podrías comparar a un anfibio naranja y decir que es un jamaiquino? Es completamente absurdo. Créanme, Jar Jar no fue concebido a partir de un jamaiquino, ni siquiera me pasó por mi imaginación […] Hay un grupo de cinéfilos que no les agradan los compañeros cómicos del personaje estelar. Quieren que las películas sean serias como The Terminator, y se decepcionan bastante, y se muestran obstinados con cualquier cosa que tenga que ver con algo infantil».
Aunque los críticos consideraron que El ataque de los clones presenta graves defectos e incongruencias en el libreto, ciertamente es mejor que su predecesora al ser un producto más equilibrado y mejor estructurado. A diferencia de las anteriores, La venganza de los Sith obtuvo las mejores evaluaciones de la trilogía: si bien se criticó la actuación de Christensen, los especialistas elogiaron las participaciones de Ewan McGregor como Obi-Wan, y Ian McDiarmid como Palpatine, además de resaltar la calidad del guion, en el cual colaboró Tom Stoppard. En lo referente al guion, se criticaron fuertemente las escenas de diálogos románticos entre Anakin y Padmé. Ebert señaló en su crítica: «Anakin tiene una cita con Padmé; en la película anterior, se casaron en secreto, y ahora ella le revela que está embarazada. La reacción de este es la de un niño en una comedía adolescente, tratando de parecer contento, mientras se pregunta cómo afectará eso a las cosas que él suele hacer. Decir simplemente que George Lucas no sabe escribir una escena romántica es un eufemismo; incluso las tarjetas de felicitación son más apasionadas». Finalmente, algunos críticos señalaron que la película incorpora una fuerte crítica contra George W. Bush y la guerra de Irak.
Por otro lado, para los escritores y críticos culturales Peter Biskind y John Wight, Star Wars es una vez más el retorno de los «valores tan oxidados como el heroísmo y el individualismo» que, mediante un «fundamentalismo moral maniqueo», reafirman la política estadounidense anterior a la época de la crítica y la reflexión social que va desde el fin de la guerra de Vietnam a la gestión de Jimmy Carter.
A pesar de que la trilogía original se considera, en la actualidad, superior a las precuelas, el sitio web Rotten Tomatoes, en un análisis de ambas trilogías, concluye que la superioridad de la nueva trilogía se debe a que la mayoría de los comentarios de las películas originales, aplicándose lo mismo a las opiniones de los fanáticos, fue emitida en 1997 (debido a las reediciones de las películas), por críticos que eran niños para cuando debutó la serie original, y por lo tanto mantenían sus recuerdos de la infancia. De esta forma, sus evaluaciones pueden verse más o menos afectadas por ese detalle. Además, algunas reseñas de esa época entraban en conflicto entre sí, en comparación con las críticas de las precuelas, donde se presentaron opiniones más similares.
La película Star Wars: Episodio VII - El despertar de la Fuerza no fue muy bien recibida por parte de la crítica y el público en general, considerada una copia descarada de la primera película de la saga, lo que motivo a modificar el rumbo de la franquicia. de la franquicia tras las reseñas dispares que obtuvo la trilogía precuela. El mismo George Lucas criticó el enfoque que presentaba la cinta, alegando que era una versión retro de la saga, además arremetió contra Disney (la nueva dueña de la franquicia) llamándolos esclavistas blancos aunque retiró sus palabras poco después. Los críticos elogiaron particularmente las actuaciones de Daisy Ridley y John Boyega como los nuevos protagonistas de la saga, en los papeles de Rey y Finn respectivamente.[cita requerida] Sin embargo, debido la pobre escritura de sus secuelas, disney optó por centrarse en lanzar precuelas en lugar de continuar la saga.
| Película              | Rotten Tomatoes    | Rotten Tomatoes   | Rotten Tomatoes | Metacritic      | IMDb                  | FilmAffinity        | CinemaScore |
| Película              | General            | Top Critics       | Audiencia       | Metacritic      | IMDb                  | FilmAffinity        | CinemaScore |
| --------------------- | ------------------ | ----------------- | --------------- | --------------- | --------------------- | ------------------- | ----------- |
| A New Hope            | 93 % (113 reseñas) | 90 % (39 reseñas) | 96 %            | 92 (24 reseñas) | 8,6 (1 044 805 votos) | 7,9 (130 463 votos) | -           |
| Empire Strikes Back   | 94 % (90 reseñas)  | 88 % (24 reseñas) | 97 %            | 82 (25 reseñas) | 8,8 (972 828 votos)   | 8,1 (130 252 votos) | -           |
| Return of the Jedi    | 80 % (86 reseñas)  | 76 % (25 reseñas) | 94 %            | 58 (24 reseñas) | 8,3 (799 788 votos)   | 7,9 (116 317 votos) | -           |
| The Phantom Menace    | 55 % (216 reseñas) | 41 % (58 reseñas) | 59 %            | 51 (36 reseñas) | 6,5 (611 856 votos)   | 6,2 (96 707 votos)  | A-          |
| Attack of the Clones  | 66 % (245 reseñas) | 40 % (50 reseñas) | 57 %            | 54 (39 reseñas) | 6,6 (535 444 votos)   | 6,3 (100 672 votos) | A-          |
| Revenge of the Sith   | 80 % (289 reseñas) | 67 % (52 reseñas) | 66 %            | 68 (40 reseñas) | 7,6 (597 057 votos)   | 7,1 (96 652 votos)  | A-          |
| The Force Awakens     | 93 % (383 reseñas) | 89 % (54 reseñas) | 88 %            | 81 (54 reseñas) | 7,9 (842 647 votos)   | 6,9 (56 476 votos)  | A           |
| Rogue One             | 84 % (446 reseñas) | 76 % (67 reseñas) | 86 %            | 65 (51 reseñas) | 7,8 (535 899 votos)   | 6,9 (42 782 votos)  | A           |
| The Last Jedi         | 90 % (471 reseñas) | 95 % (62 reseñas) | 43 %            | 84 (56 reseñas) | 7,0 (544 887 votos)   | 6,1 (39 134 votos)  | A           |
| Solo                  | 70 % (471 reseñas) | 61 % (59 reseñas) | 63 %            | 62 (54 reseñas) | 6,9 (275 279 votos)   | 6,0 (21 483 votos)  | A-          |
| The Rise of Skywalker | 51 % (491 reseñas) | 48 % (56 reseñas) | 86 %            | 53 (61 reseñas) | 6,6 (341 406 votos)   | 5,8 (24 881 votos)  | B+          |
| Promedio              | 81 %               | 72 %              | 75 %            | 71              | 7,7                   | 7,1                 | A-          |

### Premios
Las dos primeras trilogías de Star Wars recibieron un total de veintidós nominaciones a los premios Óscar de la Academia de Artes y Ciencias Cinematográficas, de los que recibió finalmente siete y tres premios especiales al mérito, uno para Benjamin Burtt Jr. por la creación de las voces de alienígenas, criaturas y robots en A New Hope y dos para el equipo de efectos visuales en The Empire Strikes Back y Return of the Jedi. Por otra parte, la serie obtuvo un total de quince nominaciones a los premios BAFTA, logrando triunfar en cuatro categorías, entre las cuales se incluyen dos reconocimientos Anthony Asquith para mejor música de película (para A New Hope y The Empire Strikes Back, ambos para John Williams). En cuanto a los premios Globo de Oro, únicamente fueron nominados los episodios IV y V; el primero recibió en total cuatro nominaciones, de las cuales obtuvo un único galardón en la categoría de «Mejor banda sonora». Finalmente, The Empire Strikes Back se hizo acreedor a una sola nominación en la categoría de «Mejor banda sonora». A continuación, se señala el número de premios y nominaciones que obtuvo en total cada una de las películas de Star Wars (en la tabla posterior, se muestran únicamente los resultados obtenidos en los premios Óscar, BAFTA y Globo de Oro, los cuales son los más populares en la industria del cine):
- Una nueva esperanza: 33 premios y 21 nominaciones.[297]
- El Imperio contraataca: 11 premios y 12 nominaciones.[298]
- Return of the Jedi: 11 premios y 14 nominaciones.[299]
- La amenaza fantasma: 11 premios y 52 nominaciones.[300]
- El ataque de los clones: 10 premios y 36 nominaciones.[301]
- La venganza de los Sith: 13 premios y 27 nominaciones.[302]
- El despertar de la Fuerza: 14 premios y 74 nominaciones.[303]
- Rogue One: 7 premios y 36 nominaciones.[304]
- Los últimos Jedi: 9 premios y 36 nominaciones.[305]
- Han Solo: 2 premios y 10 nominaciones.[306]
- El ascenso de Skywalker: 7 premios y 21 nominaciones.[307]

## Mercadotecnia
Star Wars también marcó una importante innovación en el dominio del merchandising que hasta entonces era considerado como una parte esencial para la promoción de una película. De hecho en ese entonces solo había una productora o estudio cinematográfico orientado a esta actividad: Universal. En cualquier caso, casi era seguro que únicamente The Walt Disney Company podía obtener buenas ganancias con dicha práctica. No obstante, Lucas en vez de pedir un aumento de sueldo por la dirección de Una nueva esperanza, le pidió a Fox los derechos de licencia de la mayor parte del merchandising y los ingresos derivados de la película. Estos últimos aceptaron, independientemente del potencial comercial que tenía la película. Sin embargo, nadie quería producir productos basados en la película; unos cuantos pósteres eran el único tipo de producto que se podía adquirir respecto a las películas. Kenner solo trató de producir una línea de figuras de acción, y hubo una alta demanda por parte de los coleccionistas en cuanto comenzaron a ser producidos en 1977. Sin embargo, no eran suficientes los ejemplares que salían a la venta para entonces, pues a partir del estreno de Una nueva esperanza, la demanda se incrementó. Por lo tanto, se adoptó una medida especial por parte de la empresa: poner en el mercado una serie de envases denominados «Early Bird», los cuales contenían cada uno un boleto, con el cual podrían adquirir el producto, comprometiéndose entonces a enviar al cliente la figura de acción, tan pronto como lo produjeran. Desde entonces, el merchandising relacionado con la saga se ha vuelto cada vez más en un asunto de interés para los productores, llegando a expandirse en una amplia variedad de productos: desde bustos, estatuas y réplicas de utilería, hasta videojuegos, cómics, libros y carteles, los cuales son solo una fracción del vasto imperio de productos vinculados con Star Wars. En enero de 2010, la empresa Adidas lanzó al mercado una colección de zapatos y ropa dedicados a la saga.
Hoy en día, la venta de productos derivados de la saga ha sido fructífera; tan solo en Estados Unidos, se llegan a consumir cerca de 100 millones de dólares al año, y desde 1977 se calculan ganancias por un total de nueve mil millones de dólares en todo el mundo.

### Star Wars: Legends
El término «universo expandido», del inglés Expanded Universe, es usado para referirse a todos los elementos de ficción— historias, personajes, vehículos, planetas, etcétera— que no provienen de las películas mismas de la saga. El universo ficticio en el que transcurren las películas oficiales de la saga se ve de este modo oficialmente enriquecido y aumentado con todos aquellos productos derivados autorizados por Lucasfilm para formar parte del universo de ficción de Star Wars. Entre estos productos surgidos del merchandising de la franquicia pueden contarse, por ejemplo, series o programas de televisión, otras películas, novelas, historietas, suplementos de ambientación para juegos de rol, videojuegos, etc. Todos estos elementos, oficializados por Lucasfilm como parte integrante de Star Wars como universo ficticio, extienden la historia de Star Wars más allá de las dos trilogías cinematográficas. El tiempo en el que se sitúan estas historias retrocede hasta unos 25 000 años antes de los acontecimientos narrados en Una nueva esperanza (año 0 ABY) y avanza hasta 140 años después.
El primer producto del universo expandido se lanzó a la venta en enero de 1978 y consistió en la séptima entrega de una serie de historietas sobre Star Wars —los seis ejemplares previos eran más bien una adaptación literaria de Una nueva esperanza—, siendo publicada por Marvel Comics, y la cual continuaba la historia de Luke Skywalker tras los acontecimientos de la primera cinta estrenada de la serie. Dicha historia llevó por título «New Planets, New Perils». No obstante, se tiene conocimiento del cómic a manera de serie titulado «The Keeper's World», publicado en octubre de 1977, como parte de la revista Pizzazz. De esta forma, este último es considerado como el primer material inédito que extendió los relatos presentados en las películas. Apenas un mes después del lanzamiento de «New Planets, New Perils», apareció la novela Splinter of the Mind's Eye, de Alan Dean Foster, la cual fue seguida directamente por el programa especial de televisión Star Wars Holiday Special que, a pesar de sus desfavorables críticas, incorporó algunos elementos e ideas que luego serían usados en las siguientes películas de Star Wars —como por ejemplo el cazarrecompensas Boba Fett, que aparecería más tarde en El Imperio contraataca o el planeta boscoso de los wookiees, Kashyyyk, que aparecería en La venganza de los Sith—.
Antes de la adquisición de Lucasfilms por Disney en 2012, Lucas conservaba el control creativo sobre el universo expandido, siendo algunos de sus elementos usados después en las películas. Así, por ejemplo, el planeta capital Coruscant apareció por primera vez en la novela Heir to the Empire (1991), de Timothy Zahn, antes de ser utilizado en La amenaza fantasma, mientras que la jedi Aayla Secura apareció en la serie de historietas de Dark Horse Comics, Star Wars: Republic, antes de que Lucas decidiera incorporarla como personaje secundario en El ataque de los clones. Ciertos aspectos como la muerte de algún personaje principal debía ser aprobada por Lucas antes de que fueran incorporadas en cualquier tipo de material alternativo. La función de Lucasfilm era asegurar una especie de continuidad en los diversos trabajos creados por varios autores con el paso del tiempo. Como máximo responsable de las decisiones tomadas en torno a Star Wars, Lucasfilm está penediente de que cualquier material relacionado con la space opera no se reproduzca sin su autorización. Tal es el caso de la empresa tecnológica Jedi Mind, la cual fue demandada en agosto de 2010 por «infringir los derechos de autor y promocionar sus productos bajo un concepto creado originalmente por Lucas». La demanda surgió ante el uso del concepto de la Fuerza y la filosofía Jedi en programas software.
Lucas tuvo un rol significativo en la producción de varios proyectos televisivos, apareciendo usualmente como guionista o productor ejecutivo de ellos. Además, Star Wars dio lugar a varias adaptaciones de radio; la primera de ellas, basada en Una nueva esperanza, se transmitió por vez primera en National Public Radio en 1981. Esta fue creada por el escritor de ciencia ficción Brian Daley y dirigida por John Madden. Poco después, fue seguida por las adaptaciones de El Imperio contraataca (1983) y Return of the Jedi (1996). Peculiarmente todas ellas incluyeron material original de Lucas que no fue incluido en las películas. Mark Hamill, Anthony Daniels y Billy Dee Williams aparecieron en esas adaptaciones, interpretando sus personajes de Luke Skywalker, C-3PO y Lando Calrissian, respectivamente, con excepción de Return of the Jedi, en donde Luke fue interpretado por Joshua Fardon, mientras que Lando fue personificado por Arye Gross.
El 25 de abril de 2014, Lucasfilm Ltd. anunció que, en preparación de la nueva trilogía de secuelas, la continuidad del universo expandido existente hasta la fecha no sería respetado en los futuros lanzamientos de la saga; el material del universo expandido existente continuaría siendo producido bajo la marca Star Wars Legends y una nueva continuidad canónica sería producida partiendo de la base de la historia de las seis películas existentes hasta la fecha y la serie Star Wars: The Clone Wars, añadiéndose a partir de dicho momento todo el material producido en el futuro. Aunque el universo expandido existente fuese declarado no canónico en su totalidad, continuaría siendo usado como fuente para futuro material de Star Wars.

### Star Wars Celebration
El 30 de abril de 1999, con motivo del estreno de La amenaza fantasma, Lucasfilm llevó a cabo en Denver, Colorado una convención inspirada en el universo de Star Wars. Tuvo una duración de tres días (finalizó el 2 de mayo de ese año), y contó con una asistencia de 12 000 seguidores de la franquicia. Desde entonces, se han celebrado cinco acontecimientos Celebration más: Celebration II, acto al que acudieron 27 000 asistentes, aconteció en mayo de 2002, en Indianápolis, y se realizó con motivo del estreno de El ataque de los clones; Celebration III se celebró en abril de 2005 nuevamente en Indianápolis, tuvo una asistencia de 29 000 aficionados y fue realizado con motivo del debut en cines de La venganza de los Sith. Mientras tanto, el Celebration IV (mayo de 2007; tuvo un total de 35 000 asistentes, y se situó en Los Ángeles), Celebration Europe (julio de 2007; en el Centro de Exposiciones ExCeL, en Londres, con una asistencia de 29 000 seguidores de Star Wars) y Celebration Japan (julio de 2008; en el Makuhari Messe, en Tokio, con un total de 17 000 asistentes) se llevaron a cabo para festejar el 30 aniversario del lanzamiento de Una nueva esperanza. En agosto de 2010, con motivo del 30 aniversario del estreno de El Imperio contraataca y para festejar la continuidad de la serie animada Star Wars: The Clone Wars, se llevó a cabo Celebration V en Orlando, Florida. Este último tuvo una concurrencia estimada en 32 000 asistentes.
De acuerdo con el sitio web oficial, Star Wars Celebration se define como «el acto oficial de Lucasfilm que celebra todas las cosas relacionadas con Star Wars, producidas por y para fanáticos».
| Nombre                 | Fecha                         | Lugar                                       | Ciudad                  |
| ---------------------- | ----------------------------- | ------------------------------------------- | ----------------------- |
| Celebration I          | 30 de abril-2 de mayo de 1999 | Wings Over the Rockies Air and Space Museum | Denver, Colorado        |
| Celebration II         | 3-5 de mayo de 2002           | Centro de Convenciones de Indiana           | Indianápolis, Indiana   |
| Celebration III        | 21-24 de abril de 2005        | Indiana Convention Center                   | Indianápolis, Indiana   |
| Celebration IV         | 24-28 de mayo de 2007         | Centro de Convenciones de Los Ángeles       | Los Ángeles, California |
| Celebration Europe I   | 13-15 de julio de 2007        | Centro de Exposiciones ExCeL                | Londres, Reino Unido    |
| Celebration Japan      | 19-21 de julio de 2008        | Makuhari Messe                              | Chiba, Japón            |
| Celebration V          | 12-15 de agosto de 2010       | Orange County Convention Center             | Orlando, Florida        |
| Celebration VI         | 16-19 de agosto de 2012       | Orange County Convention Center             | Orlando, Florida        |
| Celebration Europe II  | 26-28 de julio de 2013        | Messe Essen                                 | Essen, Alemania         |
| Celebration Anaheim    | 16-19 de abril de 2015        | Centro de Convenciones de Anaheim           | Anaheim, California     |
| Celebration Europe III | 15-17 de julio de 2016        | Centro de Exposiciones ExCeL                | Londres, Reino Unido    |
| Celebration VII        | 13-16 de abril de 2017        | Orange County Convention Center             | Orlando, Florida        |
| Celebration VIII       | 11-15 de abril de 2019        | McCormick Place                             | Chicago, Illinois       |
| Celebration Anaheim II | 18-21 de agosto de 2022       | Centro de Convenciones de Anaheim           | Anaheim, California     |

### Star Wars: In Concert
En 2009 se estrenó Star Wars: In Concert, una producción de Lucasfilm realizada en asociación con Another Planet Touring, diseñada por Steve Cohen y dirigida por Dirk Brosse. Es una actuación musical de dos horas de duración en la que la Orquesta Filarmónica Real y un coro interpretan los temas musicales compuestos por John Williams, mientras se proyecta de forma sincronizada el montaje de toda una serie de escenas provenientes de las películas de Star Wars en una gran pantalla led de alta definición de hasta «tres pisos de altura». Además de la ejecución musical, Star Wars: In Concert está acompañado por una narración declamada por el actor Anthony Daniels, intérprete del personaje C-3PO en las películas. Originalmente el espectáculo era denominado Star Wars: A Musical Journey durante su gira por Europa, y además de las interpretaciones orquestales consistió en una exposición de artefactos inéditos usados en las películas, tales como vestuarios, bocetos y una variedad de utilería. Dicho acto se realizó por primera vez en abril de 2009, en el O2, en Londres. Su gira por el continente americano comenzó el 1 de octubre de 2009, cuando se presentó en el Honda Center, de Anaheim, California, y continuó durante 2010 recorriendo varias ciudades de los estados de Florida, Tennessee, Los Ángeles, Kansas, Texas, Arizona, California y Nevada, en Estados Unidos. Asimismo, el 9 de junio el espectáculo llegó a Monterrey, México, donde se presentó en la Arena Monterrey, mientras que el 12 del mismo mes se produjo en el Auditorio Nacional del Distrito Federal. Hasta 2010 se habían realizado 140 funciones en un centenar de ciudades de 11 países distintos.
Según George Lucas:

He visto algunas presentaciones de orquestas en vivo con clips de video de Star Wars y ese tipo de cosas. Pero esto [Star Wars: In Concert] es mucho más que eso: es mucho más emocional, puesto que lo que ellos han hecho aquí es tomar el contenido emocional de las bandas sonoras … uno [de los temas] es obviamente la 'Marcha imperial', otro es obviamente romántico … y han hecho un montaje por su cuenta con todas las imágenes de las películas, así que lo que ven ahí es en verdad una amplia gama de escenas que van acorde con la música […] A lo que voy es que esto realmente funciona, pues fue montado específicamente para hacer resaltar las emociones.

Tras su primeriza presentación en Londres, la revista The Hollywood Reporter detalló en su reseña: «Si creen que el mundo no necesita otra variación de Star Wars aparte de las seis películas, las animaciones, videojuegos y juguetes, están olvidando la extraordinaria fuerza que posee la música de John Williams, escrita específicamente para esta épica de ciencia-ficción».

### Juegos
Juegos de rol de mesa
Hasta ahora ha habido tres juegos de rol de mesa ambientados en el universo de Star Wars:
- El primero fue editado entre 1987 y 1999 por la editorial West End Games con el título original en inglés Star Wars: The Roleplaying Game. Fue traducido al castellano en 1990 por la editorial barcelonesa Joc Internacional.[332]
- El segundo fue editado entre 2000 y 2010 por Wizards of the Coast, con el título original en inglés Star Wars Roleplaying Game. En 2002 se publicó en inglés una revisión del primer manual de dos años antes. Esta revisión es el así llamado «manual básico revisado» —Revised Core Rulebook en la edición original—. Es esta revisión de la primera edición la que ha sido traducida y publicada en castellano en 2003 por la editorial barcelonesa Devir Iberia.[333] La segunda edición del juego —titulada Saga Edition en Estados Unidos, «edición saga»— no fue nunca traducida al castellano.
- El tercero, titulado en inglés igual que el precedente, Star Wars Roleplaying Game, empezó a ser publicado a partir de agosto de 2012 por Fantasy Flight Games, quien había adquirido la licencia de juegos de cartas, de miniaturas y de rol de Star Wars en 2011[334] después de que Wizards of the Coast la hubiese abandonado en 2010. El juego de rol de Star Wars de Fantasy Flight Games está dividido en tres standalone games —tres manuales básicos independientes que no necesitan de los otros dos—, y cada uno de ellos está especializado en la interpretación de un tipo particular de personaje. Los tres manuales son los siguientes: Star Wars: Edge of the Empire,[335] para jugar con personajes contrabandistas, cazarrecompensas, piratas, etc., Star Wars: Age of Rebellion, para jugar con personajes de la Alianza Rebelde, y Star Wars: Force and Destiny, para jugar con caballeros jedi que se ocultan del Imperio. Los tres manuales, junto a sus cajas de inicio, se encuentran, desde el año 2013, en curso de traducción al castellano por parte de la editorial sevillana Edge Entertainment.[336]

El primero de estos juegos, el publicado por West End Games entre 1987 y 1999, ha tenido una gran importancia e influencia en lo que se refiere a la elaboración del universo expandido. Aparte de las películas mismas y de unos pocos libros que habían tratado el tema, como la guía del universo Star Wars, publicada por Ballantine Books en 1984, se sabía todavía relativamente poco sobre la Galaxia de Star Wars en el momento de la publicación del juego de rol por parte de West End Games, en 1987. Ya entonces George Lucas, el autor de la saga cinematográfica, había establecido tanto las líneas principales como un gran número de detalles de su universo de ficción, pero no había entrado en todos los detalles posibles e imaginables que pudieran ir apareciendo en las innumerables partidas de un juego de rol. Consecuentemente, fue la editorial misma del juego, West End Games, la que tuvo la iniciativa de ir publicando suplementos de ambientación que describieran con detalle el universo en el que los jugadores del juego de rol interpretarían a sus personajes.
Hasta el momento en que West End Games abandonó la licencia de explotación, en 1999, el volumen de suplementos publicados acabó siendo literalmente del orden de las decenas, influyendo además de manera permanente en la constitución canónica y oficial del universo de George Lucas. La contribución de los autores de West End Games a la construcción de este universo de ficción —como Bill Slavicsek, Curtis Smith, Ken Rolston, Grant Butcher, Greg Gorden o Paul Murphy— fue tal que, a título de ejemplo, cuando el escritor Timothy Zahn llevaba casi un año escribiendo su primera novela ambientada en el universo de Star Wars, Heredero del Imperio, un encargo de Lucasfilm, la misma productora decidió enviarle por correo, en julio de 1990, una caja llena con los suplementos que West End Games había publicado hasta entonces. La voluntad de Lucasfilm no era otra que hacer que la literatura de Zahn no entrara en contradicción con los aportes de West End Games. La primera reacción de Zahn fue colérica, principalmente por el tiempo que él mismo había invertido hasta ese momento llevando a cabo sus propias investigaciones, pero en cuanto leyó los suplementos de West End Games, se convenció de la calidad de los mismos, como él mismo reconoció en el prólogo del libro The Thrawn Trilogy Sourcebook —La guía de la trilogía de Thrawn—.
Juguetes y figuras de acción
La saga Star Wars ha dado lugar a numerosos juguetes de colección desde el estreno de su primera película. Las primeras colecciones de figuras de acción, a las que hoy en día se denomina con el anglicismo vintage —«añejas»— fueron comercializadas de 1977 a 1985. Posteriormente salieron a la venta otras colecciones, como Power of the Force, Power of the Jedi, Original Trilogy Collection, Saga Collection, 30th Anniversary, Unleashed, entre otras.
Juegos de construcción (Lego)
- El universo de Star Wars ha sido también reproducido en una serie de juegos de construcción de la famosa marca LEGO. En 2019, Lego Star Wars celebrará su 20 aniversario y en 2022 la está programado que la licencia de Star Wars para Lego expire.

Juegos de tablero
El primer juego de tablero derivado de las películas de la saga fue Star Wars: Escape from the Death Star —«Star Wars, evasión de la Estrella de la Muerte»—, editado y distribuido en el año mismo del estreno del episodio IV:
- Star Wars: Escape from the Death Star (1977)[341]

Con la salida al mercado en 1987 de su juego de rol, West End Games también editó, sucesivamente, los siguientes juegos de tablero:
- Star Wars: Star Warriors (1987)[342]
- Star Wars: Assault on Hoth (1988)[343]
- Star Wars: Battle for Endor (1989)[344]
- Star Wars: Escape from the Death Star (1990; no confundir con el juego homónimo de 1977)[345]

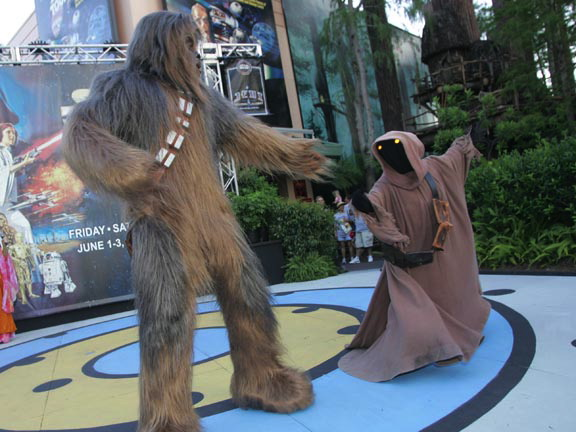
Personas disfrazadas como Chewbacca y una criatura jawa, en 2007

Otros juegos de tablero de otros editores y también relacionados con la temática Star Wars son los siguientes:
De la colección Batalla naval:
- Battleship: Star Wars Advanced Mission (2002)[346]

De la colección Monopoly:
- Monopoly Star Wars Limited Collector's Edition (1996)[347]
- Monopoly Star Wars (1997)[348]
- Monopoly Star Wars Episode 1 (1999)[349]
- Monopoly: Star Wars Episode II (2002)[350]
- Monopoly Star Wars Saga Edition (2005)[351]
- Monopoly Clone Wars (2008)[352]

De la colección Risk Star Wars:
- Risk Star Wars The Clone Wars Edition (2005)[353]
- Risk Star Wars Original Trilogy Edition (2006)[354]

De la colección Stratego:
- Stratego: Star Wars (2002)[355]
- Stratego: Star Wars Saga Edition (2005)[356]

De la colección Trivial Pursuit:
- Trivial Pursuit: Star Wars Classic Trilogy Collector's Edition (1998)[357]
- Trivial Pursuit Star Wars - Episode I (1999)[358]
- Trivial Pursuit - Star Wars, Bite Size (2005)[359]
- Trivial Pursuit DVD: Star Wars Saga Edition (2005)[360]
- Trivial Pursuit DVD: Star Wars Saga Edition (2006)[361]

Otros:
- Star Wars : Destroy the Death Star (1977; Kenner)[362]
- Star Wars: Return of the Jedi: Battle at Sarlacc's Pit (1983; Hasbro)[363]
- Star Wars: The Queen's Gambit (2000; Hasbro)[364]
- Star Wars: Silent Death Starfighter Combat Game (2001; Wizards of the Coast)[365]
- Star Wars: Epic Duels (2002; Hasbro)[366]
- Star Wars: Jedi Unleashed (2002; Hasbro)[367]

Juegos de miniaturas
- En 1991 West End Games editó un juego de miniaturas titulado Star Wars Miniatures Battles.[368]
- En 2004 Wizards of the Coast editó un juego de miniaturas coleccionables titulado Star Wars Miniatures.[369]
- En 2012 Fantasy Flight Games editó Star Wars: X-Wing Miniatures Game, un juego de miniaturas coleccionables en el que se representan combates de naves espaciales y en el que las miniaturas son precisamente versiones a escala reducida de las naves de combate de la saga cinematográfica.
- En 2014 Fantasy Flight Games editó Star Wars: Imperial Assault, un juego de miniaturas que reúne características propias de los juegos de estrategia y de los juegos de escaramuzas.
- En 2015 Fantasy Flight Games editó Star Wars: Armada, un juego de miniaturas sobre combates entre cruceros (flotas de grandes naves espaciales que se enfrentan la una a la otra, a saber la Armada Imperial y la Flota de la Alianza Rebelde), a imagen y semejanza del combate naval real, tal y como se ve en las películas de la saga.

### Cromos
Las tarjetas coleccionables de Star Wars han sido publicadas desde la primera serie «azul», realizada por Topps, en 1977. Desde entonces, decenas de series han sido producidas, con Topps siendo el creador autorizado en territorio estadounidense. Algunas series de tarjetas son de fotogramas de las películas, mientras que otras son obras artísticas originales. Además, muchas de estas tarjetas se han convertido en piezas altamente coleccionables referentes a la saga, con algunas «promos» muy extrañas, como por ejemplo la tarjeta enumerada como «P3» de un «Yoda flotante» que acompañó a la Galaxy Series II de 1993. Por lo general dichas cartas se llegaban a vender en 1000 USD o más. Cabe señalar que los sets de «cartas base» —también conocidas como «cartas comunes»— eran abundantes, aunque muchas «cromos» tipo insert card eran muy difíciles de adquirir en el mercado.

### Star Wars: Frames
A principios de 2011, Lucas dio a conocer una colección de fotografías titulada Star Wars: Frames la cual consiste de varias imágenes tomadas directamente de cada una de las escenas de las películas de Star Wars y seleccionadas específicamente por Lucas. Estas ediciones impresas —una por cada película— fueron puestas a la venta tras el lanzamiento de la saga en formato de video Blu-ray, en septiembre de 2011, en un compilatorio protegido con una cubierta de madera y tuvieron un tiraje limitado a 1138 copias, con un precio de adquisición de 3000 USD.

### Formatos de vídeo casero
La serie de películas de Star Wars se ha distribuido en varios formatos de video, desde los años 1980. La mayoría de estos productos presenta varios cambios implementados por el propio Lucas con el fin de acercar cada película más a su visión original. Aunque Star Wars se lanzó inicialmente en video casero de formato VHS, en 1977 Ken Films sacó a la venta en Estados Unidos una serie de clips de video con escenas selectas de Una nueva esperanza en formato Súper 8, mismos que podían verse a través de un cañón proyector. Al inicio, se distribuían fragmentos de nueve minutos de duración de la cinta (los cuales podían incluir o no sonido durante su reproducción), para luego dar paso a escenas de casi 20 minutos. Sin embargo, Fox consideró en su momento a estos productos como una técnica de marketing para promocionar Star Wars, en vez de catalogarlos meramente como un producto de consumo.
En cuanto a la nueva trilogía, si bien The Phantom Menace y El ataque de los clones se lanzaron tanto en formato VHS como en DVD, a partir de La venganza de los Sith únicamente se distribuyeron los DVD de ambas entregas —la versión VHS solo se puso a la venta en Australia y Reino Unido—. De acuerdo al sitio web Counting Down: «20th Century Fox y Lucasfilm lanzarán Star Wars: Episodio III - La venganza de los Sith, la cual se espera que se convierta en uno de los filmes más exitosos de la temporada, exclusivamente en DVD. Star Wars será la primera gran producción en despedirse del VHS, aunque algunos dicen que esto no resulta sorprendente, pues existe una gran comunidad de seguidores del DVD».
Ambas trilogías fueron lanzadas nuevamente a la venta en dos paquetes diferentes de DVD, uno por cada trilogía, disponibles en territorio estadounidense a partir del 4 de noviembre de 2008. Cabe añadir que los discos en su interior no contienen ningún bonus o material adicional inédito. A finales de 2011, las seis películas fueron distribuidas en formato Blu-ray.

#### VHS, CED, Betamax y LaserDisc
A finales de los años 1970, el VHS no resultó ser un fenómeno generalizado: varias películas se distribuyeron incluso mucho tiempo después de su proyección en cines. Por lo tanto, el VHS de Star Wars comenzó a comercializarse a partir de 1980, cuando el formato ya gozaba de una gran popularidad. La primera vez que la saga estuvo disponible oficialmente a la venta en formato de video fue el 1 de septiembre de 1982; tres meses antes, Fox les envió un comunicado a todos los distribuidores de video confirmándoles que los casetes VHS disponibles a partir de mayo de ese año, solamente se ofrecerían en alquiler, pues las copias en sí empezarían a venderse a partir de septiembre. Lo anterior ocurrió debido a que posiblemente Fox era consciente de que el lanzamiento de los videos en plena temporada veraniega podría competir con el estreno en cines de Star Wars. No obstante, varios distribuidores se quejaron de esta determinación, pues sabían que la demanda de los videos de la trilogía era muy alta, así que optaron en cambio por ofrecer a sus clientes lo que catalogaron como «un alquiler de por vida», en la que cada consumidor en Estados Unidos pagaba 120 USD por adquirir el VHS. En cuanto a posibles problemas legales, debido a que eran varias las distribuidoras que realizaron esta estrategia, Fox no pudo tomar cartas en el asunto. En la temporada decembrina de 1984, se estrenó El Imperio contraataca en VHS y Betamax; se estima que en su primer año de debut, se vendieron hasta 375 000 unidades tan solo en territorio estadounidense. Al año siguiente, en 1985, se lanzaron las dos primeras cintas de la trilogía original en formato LaserDisc, mientras que al año siguiente debutó Return of the Jedi en formato de video casero.
Con el paso del tiempo, se lanzaron hasta tres distintas versiones de la trilogía original en VHS: una a finales de 1990 (siendo la primera vez que la trilogía aparecía en compilatorio, incorporando algunas características adicionales), otra en 1994 —la cual contó con una remasterización del audio— y otra más en 1995 —la última previo a la aparición de las ediciones especiales; además, para esta edición, se utilizó marketing viral para promocionar el compilatorio al crearse un sitio web exclusivo por parte de Fox—. Precedidas por el lema «Ahora o Nunca», refiriéndose al período limitado durante el cual se vendieron, aparecieron las versiones VHS de los LaserDisc distribuidos unos años antes. Al mismo tiempo, se comercializaban ediciones de la trilogía en formato CED, cuya única diferencia, respecto al VHS, era su costo reducido. En 1992, la trilogía debutó en formato de pantalla ancha en VHS, en el paquete Star Wars Trilogy Special Letterbox Collector's Edition, conteniendo el video titulado From Star Wars to Jedi: The Making of a Saga a manera de material adicional..
En 1993, se lanzó el compilatorio de LaserDiscs titulado Star Wars Trilogy: The Definitive Collection, la cual contenía la trilogía original en formato de video de pantalla ancha y remasterizada con tecnología THX, comentarios de audio, así como varias características especiales, junto con una copia del libro George Lucas: The Creative Impulse, el cual contiene las vivencias del director en sus primeros veinte años de trayectoria cinematográfica. Meses después, en octubre de 1995, apareció nuevamente el mismo paquete, solo que esta vez no incorporaba el libro, y contrariamente venía acompañado de un par de discos adicionales, los cuales abordaban la producción de la trilogía. Debido a limitaciones técnicas, la versión Laserdisc de Star Wars: Episodio V - El Imperio contraataca fue comprimida, por lo que su duración fue limitada a solamente dos horas. Hasta la fecha, no existen versiones VHS de la saga disponibles en el mercado.
En 2000, se estrenó La amenaza fantasma en formato VHS, siendo el único formato de video disponible de la película en Estados Unidos. Remasterizado con tecnología THX, el casete se hizo acompañar de un documental especial sobre el proceso de filmación de la cinta, además de un libro de 48 páginas con ilustraciones, dibujos y bocetos usados originalmente en la producción.
Edición especial de 1997
En 1997, la trilogía fue remasterizada y se redistribuyó en las salas de cine —a unas cuantas semanas de diferencia entre cada película, a partir de enero—, y más tarde en VHS bajo el nombre de «Ediciones Especiales». Además de una limpieza hecha a los negativos, Lucas agregó y cambió la mayoría de las escenas para convertir cada película en lo que originalmente había planeado. Según las propias palabras de Lucas:

Habrá solo una. No va a ser un corte «en bruto», sino que será la edición definitiva. La otra versión [la versión original proyectada en cines] será una especie de artefacto interesante que la gente mirará y dirá: 'Había un boceto antes de esto'. Lo mismo ocurre con las obras de teatro y los borradores de los libros. En esencia, las películas nunca se terminan, sólo son abandonadas. […] Pero no es así como debería funcionar. Ocasionalmente, se puede volver atrás y hacer la versión que había esperado, lo cual hice con American Graffiti y THX 1138; ese es el lugar en donde vivirán por siempre. Entonces, lo qué es finalmente importante para mí, es cómo será la versión en DVD, porque será algo que todos recordarán. Las otras versiones desaparecerán. Incluso las 35 millones de copias de vídeo de Star Wars que están por ahí no van a durar más de treinta o cuarenta años. En un centenar de años, la única versión de la película que todos recordarán será la versión en DVD [de la Edición Especial], y serán capaces de proyectarla en una pantalla de cine con la calidad óptima. Creo que es la prerrogativa de un director, y no la de un estudio, volver atrás y reinventar una película.
George Lucas.

Muchos de los cambios consistieron en adiciones digitales, como la ampliación de los ambientes, el incremento de los personajes adicionales o de limpieza de fondos. Sin embargo, esto despertó cierto descontento entre muchos fanes; la más famosa, que engendró a varios sitios de protesta, fue una escena en Una nueva esperanza, que presentaba a Han Solo siendo perseguido por un cazarrecompensas llamado Greedo, en la que este negocia su libertad. En la versión original, Han le dispara al cazarrecompensas, causándole así la muerte, mientras que en la modificación, poco antes de que Han disparara, Greedo trata de matarlo, pero fracasa. La escena cambia, en cierto modo, el carácter de Han Solo, puesto que si en la primera versión el personaje es mostrado con una actitud casi mala y ambigua, en la segunda versión, él parece defenderse del enemigo de una manera legítima. Incluso la escena en la que Han Solo se encuentra con Jabba the Hutt en el puerto espacial, pisoteando su cola sin que este se moleste, no coincide con la caracterización de Jabba, la cual es descrita como alguien que se encuentra poco dispuesto a aceptar cualquier tipo de insulto. Este tipo de cambios no fue bien recibido por los fanáticos, y tiempo después estos mostraron su preferencia por las versiones originales de las películas.

#### DVD
El 16 de octubre de 2001, Star Wars debutó en formato DVD con el lanzamiento de La amenaza fantasma en un set de dos discos, conteniendo varias características adicionales. Además, fue la primera vez que se incluyeron escenas eliminadas de Star Wars en formato de video casero. Al año siguiente, se lanzó el Episodio II en el mismo formato, conteniendo una serie de materiales extra al igual que su predecesor.
Edición de 2004

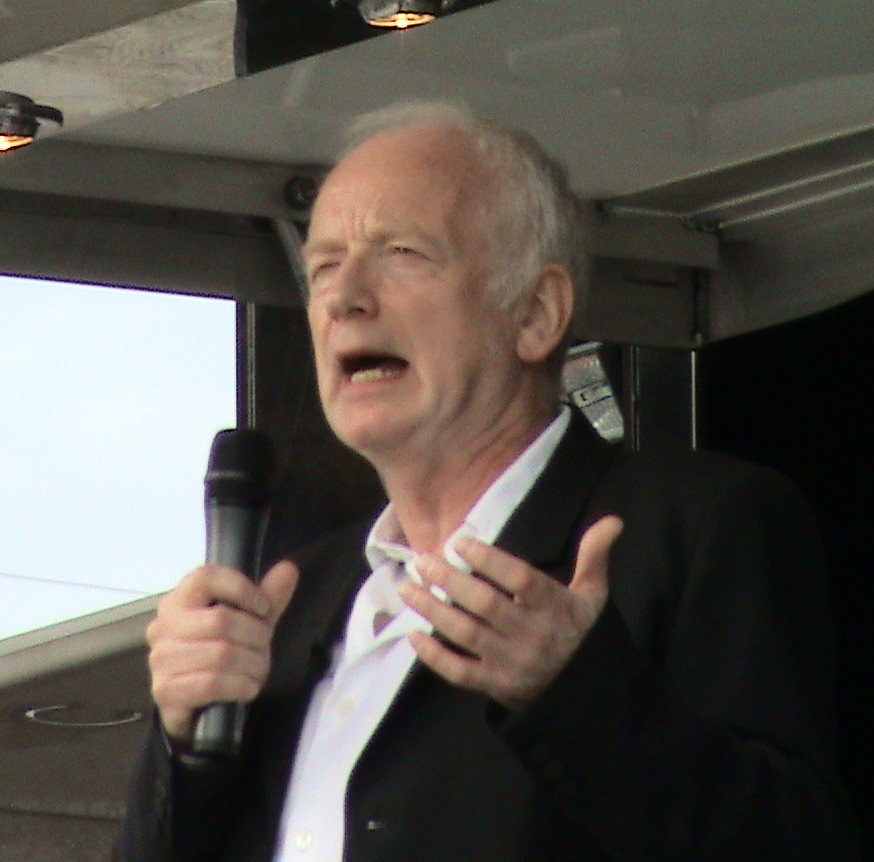
Ian McDiarmid, quien interpretó a Palpatine en Return of the Jedi y en la trilogía de precuelas, grabó una escena para la edición de El Imperio contraataca lanzada en 2004 que sustituyó a la introducción original de su personaje en la saga.

La empresa Lowry Digital Images realizó un largo trabajo para mejorar la trilogía original de Star Wars, tanto en el ámbito del audio como del video, y el 24 de septiembre de 2004 fue distribuida en formato DVD. El paquete incluyó cuatro discos: los tres primeros con las películas y uno adicional con varias características especiales.
Uno de los cambios más visibles es la escena introductoria de Palpatine en El Imperio contraataca: el actor Ian McDiarmid, quien interpretó al personaje en Return of the Jedi y en la trilogía de precuelas, grabó dicha escena durante la producción de La venganza de los Sith y fue añadida en sustitución de la original. Asimismo, Lucas modificó parte del diálogo entre Vader y Palpatine para que fuera más acorde con los acontecimientos de las precuelas. De forma similar, se volvió a montar la escena final de The Return of the Jedi en la que aparecen los espíritus de Anakin, Yoda y Obi-Wan: el actor original que interpretó a Anakin para esa única escena, Sebastian Shaw, fue reemplazado con un archivo de video de Hayden Christensen, intérprete de Anakin en la trilogía de precuelas, causando descontento entre los seguidores de la saga.
Otras modificaciones menores pueden evidenciarse en el DVD de Una nueva esperanza: la escena del enfrentamiento entre Han Solo y Greedo fue montada nuevamente, solo que en esta versión los dos disparan prácticamente de forma simultánea (Greedo sigue siendo el primero que dispara). Mientras tanto, en El Imperio contraataca, el actor Temuera Morrison grabó algunos diálogos de Boba Fett y se eliminó prácticamente la escena en la que Luke grita una vez que salta para escapar de Vader en Ciudad Nube. De acuerdo a declaraciones del propio Lucas, la edición en DVD de 2004 constituye la versión canónica de la trilogía original.
Edición de 2006
El 12 de septiembre de 2006, se lanzaron en DVD las «versiones inalteradas» de las películas originales de Star Wars, conteniendo la edición original proyectada en cines de cada filme, junto con la edición remasterizada de 2004. Cabe añadir que esta edición estuvo disponible a la venta por un tiempo limitado, concluyendo su distribución el 31 de diciembre de 2006. No obstante, poco después se aclaró que el término «versión inalterada» no se refiere en sí a los negativos originales de cada cinta, sino más bien a la edición LaserDisc de 1993, de acuerdo a un documento expedido por Lucasfilms.

#### Blu-Ray
A principios de 2010, Lucasfilm confirmó que se ha estado trabajando por años en la edición de alta definición Blu-ray de Star Wars. En agosto de 2010, durante el evento Celebration V, George Lucas anunció el lanzamiento de las seis películas de la franquicia en formato Blu-Ray en un box set que salió a la venta en septiembre de 2011. Asimismo, se incluyó material inédito adicional, como por ejemplo una escena eliminada de Return of the Jedi, donde Luke usa por primera vez su nuevo sable de luz de hoja color verde, para infiltrarse al palacio de Jabba the Hutt. Tras terminar de ensamblar su sable, Luke lo esconde en la cúpula de R2-D2. A principios de 2011, StarWars.com dio a conocer que habría tres ediciones de Star Wars para Blu-ray: una que tendrá 9 discos con las seis películas de la serie, otra con la trilogía de precuelas y con 3 discos en su haber, y una más con las tres secuelas en 3 discos Blu-ray. También se encuentran disponibles las seis películas por separado en este formato.
Finalmente, la edición Blu-ray debutó el 13 de septiembre de 2011 en Londres, Inglaterra, y al día siguiente llegó a Hispanoamérica y a España. El 16 de septiembre comenzó a distribuirse en EE. UU. Apenas en su primera semana de lanzamiento, se vendió un millón de copias de las ediciones Blu-ray de Star Wars, convirtiéndose en la franquicia que más ingresos generó en dicho formato desde el debut del Blu-ray en el mercado. No obstante, algunas ediciones realizadas por Lucas en esta nueva versión provocaron reacciones variadas de los seguidores de la serie. Una de las escenas modificadas que fueron objeto de crítica incluye la adición de un diálogo de Darth Vader en el Episodio VI, cuando este se redime y mata a Palpatine.

## Legado e impacto cultural

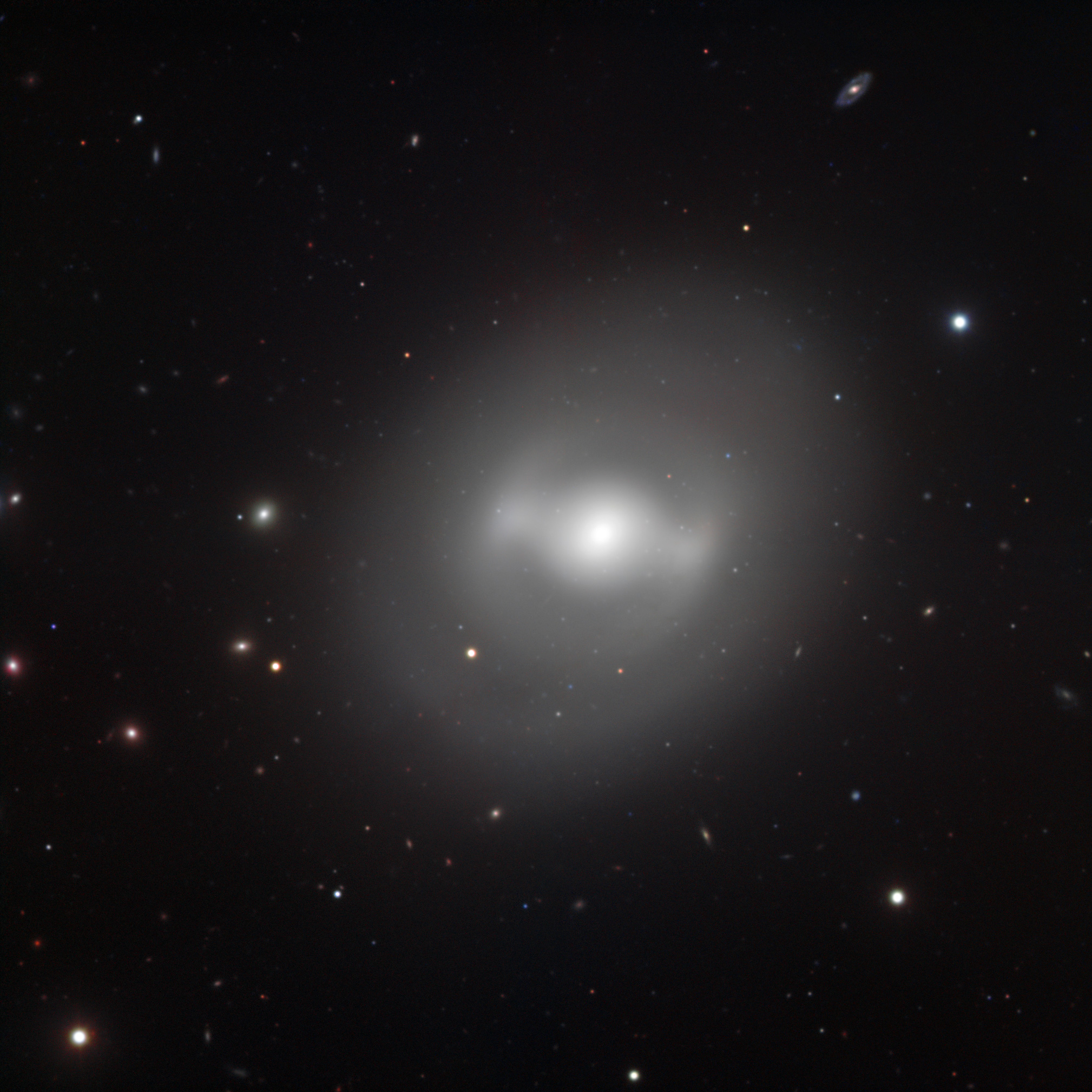
La galaxia NGC 936, que se asemeja al TIE Fighter, un caza de combate espacial muy usado en el universo de Star Wars.

Cada una de las películas de Star Wars inicia con el popular prólogo «Hace mucho tiempo, en una galaxia muy, muy lejana […]».
La saga de Star Wars ha tenido un impacto significativo en la cultura popular moderna. La saga ha influido a menudo en otras obras de ciencia ficción y las técnicas e innovaciones que introdujo han mejorado la realización cinematográfica. A ella se atribuye también el resurgimiento del interés popular en la ciencia ficción y su establecimiento como un género que puede resultar en un éxito de taquilla —esto último logrado junto con la cinta Tiburón, de 1975—. De acuerdo al sitio web Cine y Letras: «Hay muchas películas de éxito. Hay muchas películas que son enormemente populares y han sido vistas por millones de espectadores en todo el mundo. Pero son muy pocas las que se han hecho un lugar en el imaginario colectivo como el que ha conquistado la saga Star Wars».
Asimismo, Star Wars cambió de forma significativa las películas que se producían en Hollywood en ese entonces, haciendo que los productores pasaran de abordar historias profundas, serias y dramáticas para enfocarse en éxitos de taquilla en los cuales los efectos especiales cobrarían especial importancia en el desarrollo de la trama. Se puede decir entonces que el mundo de los efectos especiales se revolucionó con el estreno de la primera entrega, un aspecto que no había progresado mucho desde los años 1950, para la cual George Lucas creó la empresa Industrial Light & Magic y que desde entonces no ha dejado de aportar novedades en este campo. Igualmente, Lucasfilm introdujo innovaciones en el sonido y el montaje con la creación de EditDroid, que cambió la forma de montar las películas y que precedió a los sistemas que se usan en la actualidad. Cabe añadir que también creó el modelo de producción de trilogías cinematográficas, mostrándolo como un sistema que, gracias a sus derechos de merchandising, puede generar mayores ganancias que una sola película. En cuanto a 20th Century Fox —productora de las películas—, tras el éxito de la primera película que obtuvo hasta 100 millones de dólares en solamente tres meses, las acciones de la empresa pasaron de 6 a 25 USD por acción, generando ganancias de 1,2 millones de dólares por día para el estudio. Con esto, Fox pudo adquirir las corporaciones Aspen skiing y Pebble Beach Golf, y todavía gozar de un considerable excedente en 1977. A partir de los relanzamientos, continuaciones y productos comerciales, el estudio continuó enriqueciéndose a tal grado que pasó de ser una productora al borde de la quiebra a un conglomerado estable en la industria.

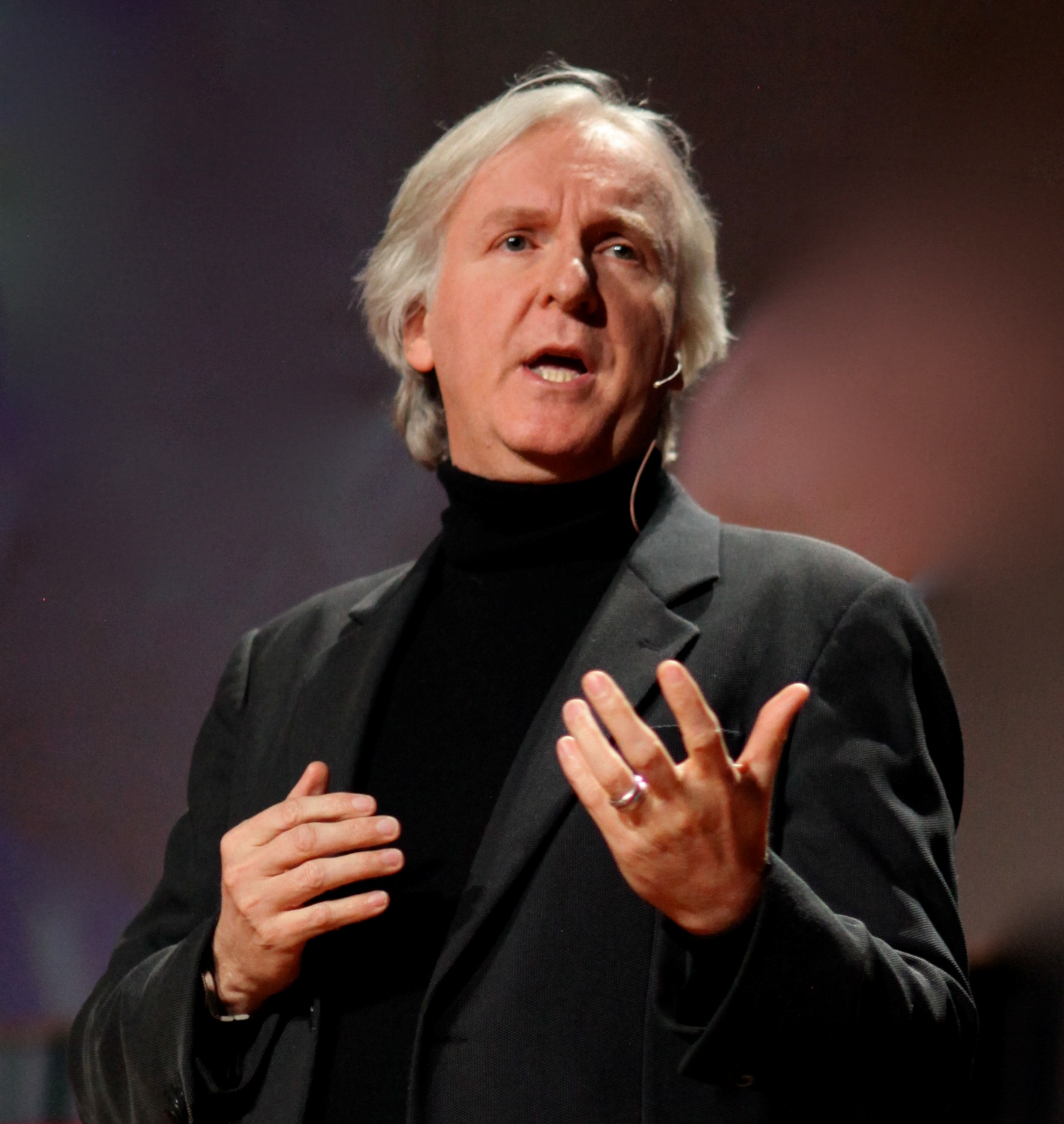
Star Wars ha influido en varias personalidades del cine, como por ejemplo James Cameron (director de filmes como Aliens y Avatar).

Varios cineastas han reconocido que Star Wars les impulsó a dedicarse al cine, como James Cameron que dejó su trabajo de camionero tras ver la primera entrega en 1977, y otros han citado su influencia en algunas de sus películas, como John Singleton, Roland Emmerich, Ridley Scott y Peter Jackson. Estos dos últimos destacaron especialmente un concepto que usaron, respectivamente, en Alien y en la trilogía cinematográfica de El Señor de los Anillos: el «futuro usado», llamado así por el propio George Lucas y consistente en mostrar todo con un aspecto sucio, como si llevara años siendo usado, frente a la limpieza y perfección que anteriormente mostraban todas las películas de ciencia ficción. Scott lo calificó como «un toque maravilloso» y Jackson afirmó que el realismo que dicho concepto aportaba a las películas ayudaba además a que el espectador se acercara a los personajes. Según las propias palabras de John Lasseter, director de filmes como Toy Story y Bichos, una aventura en miniatura: «Hay pocos momentos en mi vida que nunca olvidaré y uno de ellos es haber visto Star Wars en el Teatro Chino –llevaba solo dos días en cartelera–. Recuerdo que mientras la veía no podía creer que una película pudiera emocionar tanto a alguien. Al final, me dio una sacudida. Miré hacia la audiencia y todos estaban gritando».
Las películas y los personajes han sido parodiados en televisión, cine y música en numerosas ocasiones, y algunos términos como «Imperio maligno» y frases como «Que la Fuerza te acompañe» se han convertido en parte del léxico popular y audiovisual, hasta tal grado que esta última fue enlistada como la octava mejor frase en la historia del cine estadounidense por el American Film Institute.
Por otra parte, cuando Ronald Reagan propuso la Iniciativa de Defensa Estratégica (SDI), un sistema basado en láseres y misiles para interceptar a misiles balísticos intercontinentales (ICBM) enemigos entrantes hacia Estados Unidos, el plan fue etiquetado con rapidez bajo el nombre de «Star Wars», implicando que dicha hazaña era cuestión de ciencia ficción y que ello también se relacionaba con la carrera de actuación de Reagan. De acuerdo con Frances FitzGerald, Reagan se molestó por esto, pero el subsecretario de Defensa, Richard Perle le dijo a sus colegas que «el nombre no era tan malo»; «¿Por qué no?», respondió. «Es una buena película. Además, los buenos ganaron». Esto ganó más resonancia cuando Reagan describió a la Unión Soviética como un «Imperio maligno».
El 31 de octubre de 1997, se estrenó una exposición en el Museo Nacional del Aire y el Espacio titulada Star Wars: The Magic of Myth, donde se mostraban modelos de producción originales, así como accesorios y vestuarios usados en las primeras tres películas de la serie. Dicha instalación fue clausurada el 31 de enero de 1999, tras lo cual realizó una gira por territorio estadounidense a través de Smithsonian Institution Traveling Exhibition Services. Desde entonces, la única forma en que puede accederse a ella es por medio de la página web oficial del instituto, realizando un «recorrido virtual». Cabe señalar que existe una exposición similar, creada por el Boston Museum of Science, que no tiene vínculo alguno con Star Wars: The Magic of Myth. En octubre de 2007, la NASA lanzó un transbordador espacial que llevaba en su interior el sable de luz originalmente usado por Luke Skywalker en The Return of the Jedi, con el propósito de ponerlo en órbita; el accesorio pasó dos semanas en el espacio exterior, tras las cuales fue regresado a la Tierra el 7 de noviembre de 2007. Además, el efecto de video holográfico asociado con Star Wars sirvió a manera de herramienta tecnológica para la cadena CNN durante la cobertura especial de las elecciones presidenciales estadounidenses de 2008. En él, la reportera Jessica Yellin y el cantante will.i.am parecían estar en los estudios de CNN —radicados en Nueva York—, hablando en persona con los conductores Anderson Cooper y Wolf Blitzer, cuando en realidad se hallaban en Chicago, específicamente en el mitin de Barack Obama. El efecto se logró a partir de la grabación de Yellin y will.i.am con cámaras 35 HD, frente a un panel azul especial —blue screen—. Es importante añadir que dicho efecto holográfico inspiró a un grupo de científicos de la Universidad de Arizona para desarrollar una tecnología capaz de visualizar a una persona distante en tiempo real, tal y como se ve en las películas de Star Wars. Inicialmente, se contempló usar dicha tecnología para desarrollar un nuevo tipo de videoconferencias, sin embargo todavía se estudia su aplicación para fines más consumistas así como en cirugías y manufactura de medios de transporte.
Tiempo después del estreno de su película Avatar, James Cameron mencionó su deseo de que esta se convierta en un fenómeno de la cultura popular, como Star Wars, Star Trek y las obras de J. R. R. Tolkien. En sus propias palabras: «Tienes que competir mano a mano con estos otros trabajos épicos de fantasía y ficción, los Tolkiens, Star Wars y Star Trek. La gente quiere una realidad alternativa que sea constante para sumergirse en ella y quieren los detalles que la enriquecen y hacen que merezca la pena invertir su tiempo». Tras el éxito de Avatar en formato 3-D, George Lucas reconsideró la posibilidad de adaptar las seis películas a ese mismo formato, y dijo: «El éxito que obtuvo el monstruo de James Cameron me ha convencido de que la tecnología ha evolucionado a tal punto que ahora estoy dispuesto a reconfigurar la serie que otorga esa atmósfera extraterrestre para que pueda ser vista en tres dimensiones».
En cuanto a la terminología usada en las películas, la filosofía de los caballeros Jedi ha servido de inspiración para abrir incluso escuelas dedicadas exclusivamente a la impartición de estas técnicas de meditación, y en algunos casos los instructores responsables deciden vestirse como los personajes de Star Wars con tal de resultar más distinguibles para sus alumnos. Hasta 2011 existían tres escuelas de este tipo: una en Nueva York, otra en Rumania y una más en Chile.

### Parodias
Las películas y los personajes de Star Wars han sido parodiados en numerosas ocasiones, tanto en televisión como en cine. Entre las parodias fílmicas destaca principalmente Hardware Wars (1977), un cortometraje dirigido y escrito por Ernie Fosselius y al que el propio George Lucas dio su beneplácito. Con un presupuesto de 8000 USD, fue filmado en bares, playas y garajes de San Francisco en tan solo cuatro días y logró recaudar medio millón de dólares, situándose como el cortometraje con mayor éxito de todos los tiempos.
Lucasfilm realizó dos falsos documentales dedicados a la saga, ambos convertidos en obras de culto: Return of the Ewok (1982) y R2-D2: Beneath the Dome (2001). El primero fue dirigido y escrito por David Tomblin, asistente del director Richard Marquand, y cuenta una historia ficticia sobre como el actor Warwick Davis consiguió el papel del ewok Wicket W. Warrick en Return of the Jedi. El segundo fue dirigido por Don Bies y Spencer Susser durante el rodaje de El ataque de los clones y cuenta con la participación de parte del equipo de la saga como George Lucas y Francis Ford Coppola o los actores Carrie Fisher, Harrison Ford, Ewan McGregor, Hayden Christensen y Natalie Portman. Su trama se centra en una historia ficticia sobre la vida de R2-D2 como un droide real. Asimismo, existe una parodia oficial del filme The Clone Wars estrenada en 2009 y denominada Lego Star Wars: The Quest for R2-D2, la cual se transmitió en el canal Cartoon Network «con motivo de la celebración de los primeros diez años de LEGO Star Wars».
En 1982 fue estrenada en Turquía la película del director Çetin İnanç, Dünyayı Kurtaran Adam, también conocida como la Star Wars turca o por su traducción literal al inglés The Man Who Saves the World («El hombre que salva el mundo»). Su guion, escrito por Cüneyt Arkın, hacía uso de material tomado ilegalmente de las películas de Star Wars e incluso fueron incluidas algunas de sus propias escenas, pero por su tono cómico fue considerada una parodia de la saga y fue catalogada como una película de culto tiempo después de su estreno. Spaceballs (1987), una película de Mel Brooks, es otra de las parodias realizadas sobre la saga, aunque también incluye referencias a películas como El planeta de los simios o Star Trek.
En 2007 y 2008 respectivamente, se estrenaron dos parodias que contaron con la colaboración de Lucasfilm, Robot Chicken: Star Wars y su secuela Robot Chicken: Star Wars - Episode II, ambas con una duración de media hora, dirigidas por Seth Green y con actores de la saga que prestaron su voz a los personajes, como Fisher, Billy Dee Williams, Mark Hamill y el propio Lucas. A principios de 2010, se anunció la producción de una nueva serie animada de comedia, la cual fue escrita por Brendan Hay —responsable de las noticias cómicas de The Daily Show—, y cuenta con la asistencia de los creadores de Robot Chicken, Seth Green y Matthew Senreich. Dicha serie toma lugar durante la trilogía original.
Los guiones de películas como Toy Story 2, Back to the Future, Clerks, Hot Shots! 2, Looney Tunes: Back in Action, E.T., el extraterrestre y gran parte de las obras de Kevin Smith incluyen alusiones a la saga, así como numerosas series de televisión, entre ellos Lost, Doctor Who, The Big Bang Theory, 30 Rock, Tiny Toons, Muppet Babies, Los Simpson, Futurama, y South Park, de la que se originó el término Defensa Chewbacca. La serie de animación Padre de familia le dedicó tres episodios a la saga: Blue Harvest (2007), basado en Una nueva esperanza; Something, Something, Something, Dark Side (2010), basado en El Imperio contraataca e It's a Trap (2010), basado en Return of the Jedi. La serie de animación de 1995 Pinky y Cerebro destinó su último episodio a ser una parodia de Una nueva esperanza y Return of the Jedi donde además aparecían la mayoría de los personajes de la serie Animaniacs, todos representando a algún personaje de las películas originales (este episodio se llamó Star Warners, de 1998).

### Temas musicales
Varios músicos han rendido homenaje al universo de Star Wars y han incluido referencias a la saga en sus canciones. El músico y productor discográfico Meco contactó en 1977 con Casablanca Records, la compañía propietaria de los derechos de autor de la banda sonora, para crear un álbum de versiones de esta que finalmente lanzó bajo el título Star Wars and Other Galactic Funk y en el que contó con la ayuda del arreglista Harold Wheeler. Posteriormente lanzó otros trabajos inspirados en la saga como Star Wars, Meco Plays Music from the Empire Strikes Back y Music Inspired by Star Wars.
El humorista y cantante "Weird Al" Yankovic creó dos parodias sobre Star Wars: «Yoda», basada en el tema «Lola» de The Kinks, y «The Saga Begins», basada en «American Pie» de Don McLean y en la que vuelve a contar la historia de La amenaza fantasma desde la perspectiva de Obi-Wan Kenobi. En 2000, Jason Brannon y Chris Crawford crearon un tema basado en la trilogía original, «Star Wars Gangsta Rap», que se popularizó a través de un video musical realizado íntegramente en tecnología Flash y que fue listado por la revista Time como la mejor comedia en línea de 2001.
Asimismo, el dúo estadounidense The Carpenters, mencionó que la canción de «Space Encounter» tenía cierta alusiones a Star Wars, pues de acuerdo a las palabras de Richard Carpenter, líder del dúo, comentó que dicho trabajo representa «una verdadera pieza bombástica en honor a John Williams».
En 2015, la banda surcoreana EXO, sacó la canción titulada Lightsaber de la película Star Wars: Episodio VII - El despertar de la Fuerza, en colaboración con SM Entertainment, que fue sacada el 11 de noviembre, quien también la canción la acompañó en su álbum especial de invierno 2015 Sing For You en versión coreana y china y en ese mismo año la canción fue sacada en versión japonesa el 19 de diciembre.

### Política
El paralelismo que existe entre la política estadounidense y Star Wars tiene su origen en la primera película de la serie, Una nueva esperanza. Estos ecos políticos de la serie han demostrado el hecho de que Lucas transportó parte de la idea de Apocalypse Now, a la saga de ciencia ficción, tal y como afirma Walter Murch:

George Lucas tenía previsto dirigir Apocalypse Now. Tras el éxito de American Graffiti, resucitó la película, pero el tema seguía caliente y nadie quería invertir en un proyecto como este. Así que George revalorizó la cuestión, preguntándose lo que quería decir con Apocalypse Now y redujo el mensaje de la película en la capacidad de un grupo de personas para derrotar a un poderoso gigante solo con la fuerza de sus ideas. Esto influyó en la esencia de la historia en un contexto relacionado con la política y el ambiente de la película hace mucho tiempo, en un lugar muy lejano. Así dio origen a Star Wars. Los vietnamitas se convirtieron en los rebeldes y los Estados Unidos se convirtieron en el Imperio. Star Wars es la versión de Lucas de Apocalypse Now.

Logotipo de la Iniciativa de Defensa Estratégica (SDI), conocida también como Star Wars

La premisa de The Clone Wars ha sido, a menudo, yuxtapuesta con la de la Segunda Guerra Mundial. Hay varias similitudes históricas que existen entre Palpatine y Hitler, puesto que ambos usaron la guerra y varios chivos expiatorios con el fin de manipular las emociones y los sentimientos de la sociedad, y ambos se caracterizan por ser líderes fuertes y carismáticos. En cualquier caso, Lucas fue citado en varias entrevistas, y la principal fuente de complot político detrás de The Clone Wars y otras intrigas de la saga es la guerra de Vietnam y la era de Watergate, durante el cual los líderes políticos optaron por la corrupción y la trampa. Además, puede decirse que hay con certeza una serie de parecidos históricos entre The Clone Wars y la guerra de Irak.

Desde el 11 de septiembre, la administración de Bush ha usado nuestro miedo colectivo hacia el terrorismo tal y como el Emperador Palpatine usó las Guerras Clon: para incrementar a nivel interno el poder ejecutivo y acrecentar el poder de Estados Unidos en el exterior.
Brian Fanelli.

A pesar de sus afirmaciones de que la historia de Una nueva esperanza tiene ecos de la política estadounidense, Lucas argumentó que había escrito la película antes de la guerra en Irak: «Las semejanzas entre Vietnam y lo que estamos haciendo ahora en Iraq son increíbles. Escribí la historia en tiempos de Vietnam, no de Iraq». En varias entrevistas, sin embargo, dice que Bush no influyó en ningún aspecto en la historia de las películas, sino que fue el propio presidente Richard Nixon quien inspiró la escritura de los guiones. Lucas dijo que había leído algo de historia y se cuestionó «por qué, tras haber asesinado a Julio César, el Senado romano le dejó las cosas a su sobrino también sediento de poder, César Augusto, o por qué después de afrontar una revolución, Francia le dio sus dominios a Napoleón, un dictador».
Incluso en la política moderna, la saga ha dejado su huella. Un ejemplo es cuando Ronald Reagan propuso la Iniciativa de Defensa Estratégica (SDI) para utilizar los sistemas de armas con base en tierra y el espacio para proteger a los Estados Unidos de los ataques de misiles balísticos con ojivas nucleares; dicho proyecto se denominó Star Wars, generando una serie de críticas.

### Películas de aficionados

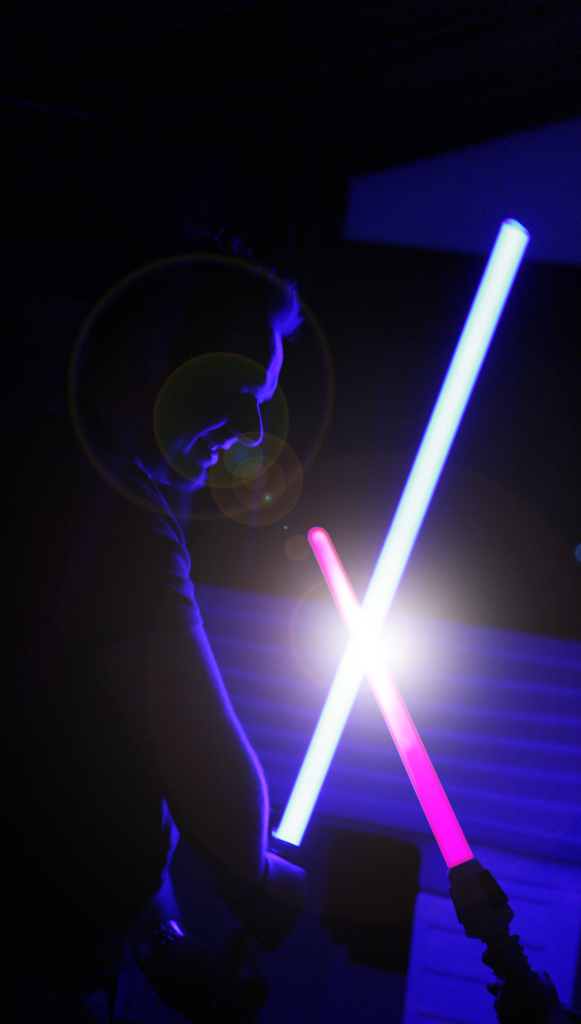
El universo de Star Wars también ha dado lugar a la producción de películas de bajo presupuesto realizadas por los propios fanáticos.

Star Wars ha servido de inspiración para muchos fanáticos de la serie que han optado por producir sus propios proyectos sin autorización de Lucasfilm, y que en su mayoría consisten en producciones caseras de bajo presupuesto. En 2002 Lucasfilm produjo la primera ceremonia de premiación denominada The Official Star Wars Fan Film Awards, en la que reconoció a los directores involucrados en las distintas películas de fanáticos así como al género naciente —«películas de fanes»—. Debido a cuestiones de problemas legales relacionados con los derechos de autor y marcas registradas, el evento inicialmente estaba destinado a abordar parodias, falsos documentales y programas de tipo documental. Las películas de fanes situadas en el universo de Star Wars no podían resultar electas, sin embargo en 2007 Lucasfilm modificó los estándares de participación para permitir que participaran todos aquellos proyectos de esta temática.
Aunque varias películas de fanes han incorporado elementos del universo expandido para abordar sus tramas, ninguna de estas es considerada como parte oficial del canon de Star Wars. No obstante, el personaje estelar de la serie Pink Five fue incorporado en la novela Allegiance (2007) de Timothy Zahn, siendo la primera vez que un personaje creado por un aficionado era usado en material oficial de la franquicia. Si bien la mayoría de las ocasiones Lucasfilm ha permitido la creación de material creado por fanes, ese material jamás ha sido aprobado como parte de Star Wars.

## Lectura complementaria
- Sobre la religión y filosofía en torno al universo de Star Wars:
  - Bortolin, Matthew (2005). The Dharma of Star Wars. Wisdom Publications. ISBN 0861714970.
  - Decker, Kevin S. (2005). Star Wars and Philosophy. Open Court. ISBN 0812695836.
  - Porter, John M. (2003). The Tao of Star Wars. Humanics Trade Group. ISBN 0893343854.
  - Snodgrass, Jon (2004). Peace Knights of the Soul. InnerCircle Publishing. ISBN 0975521470.
  - Staub, Dick (2005). Christian Wisdom of the Jedi Masters. Jossey-Bass. ISBN 0787978949.
- Sobre la influencia de Joseph Campbell en Star Wars:
  - Campbell, Joseph (2020). El héroe de las mil caras. Ediciones Atalanta. ISBN 978-84-122130-0-3.
  - Campbell, Joseph & Bill Moyers (2016). El poder del mito. Editorial Capitán Swing. ISBN 978-84-944445-9-3.
  - Henderson, Mary (1997). Star Wars: The Magic of Myth. Bantam. ISBN 0553102060.
  - Larsen, Stephen (2002). Joseph Campbell: A Fire in the Mind. Inner Traditions. ISBN 0892818735.